# 波照間島

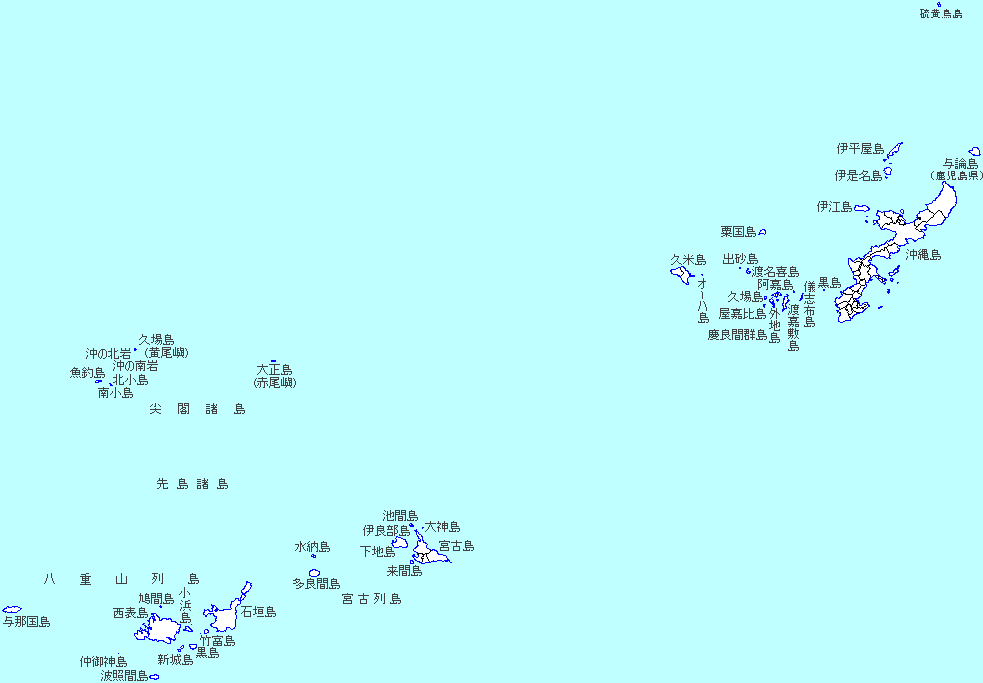
波照間島の位置

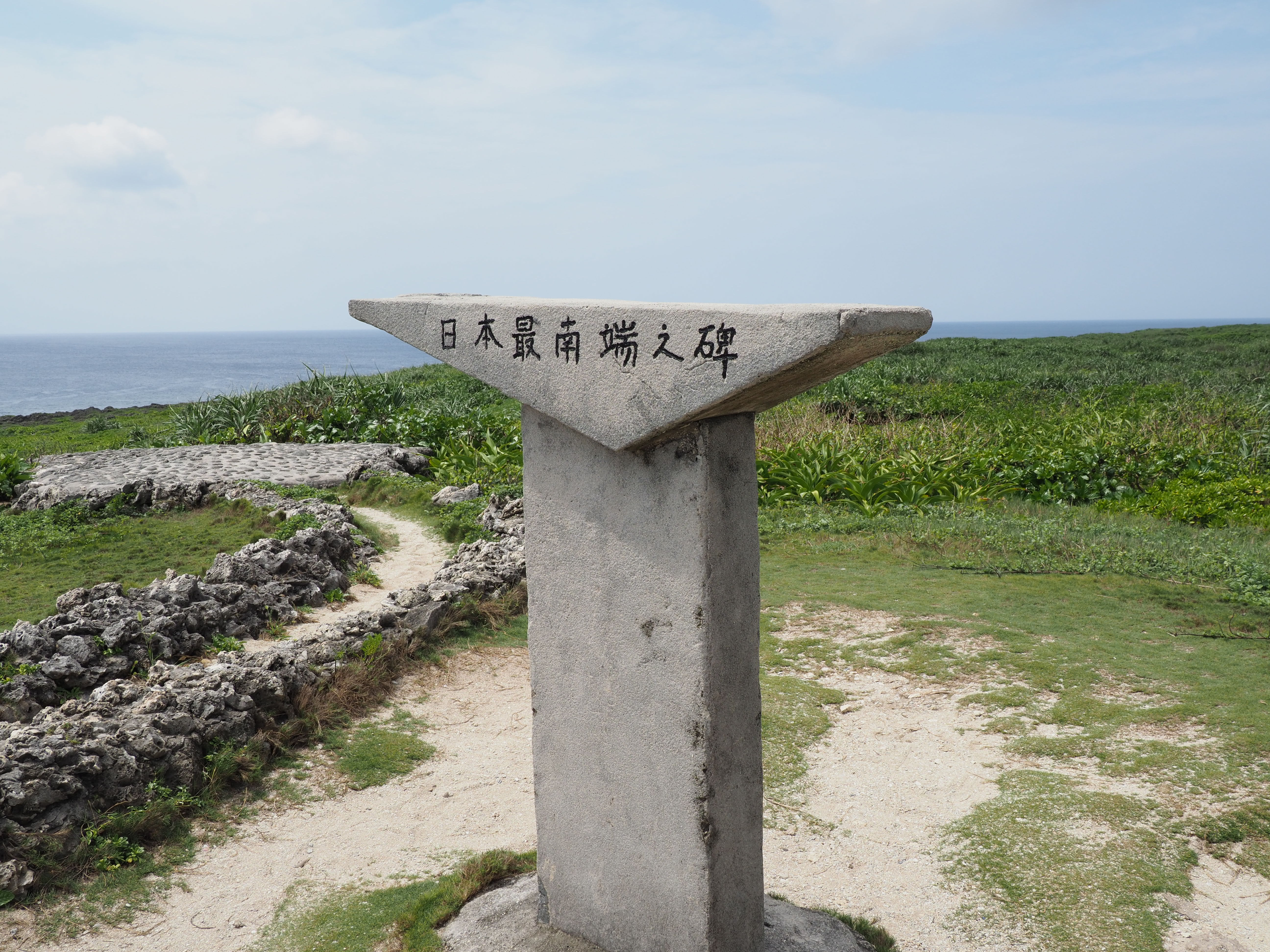
日本最南端之碑（2019年9月16日撮影）

波照間島（はてるまじま、八重山語: パチラー、パティロー、パティローマ）は、沖縄県の八重山諸島の島。八重山郡竹富町に属する。
日本最南端の有人島である。また、波照間島南端は沖縄県最南端の地点である。面積12.73 km2、人口は482人（2021年3月末現在）。

## 概要
有人島として日本最南端の島であるとともに、民間人が日常的に訪問できる日本最南端の地でもある。「日本最南端の碑」や「日本最南端平和の碑」が建てられており、「日本最南端の郵便局」である波照間郵便局をはじめ、島内には日本最南端の事物が多数ある。なお、波照間島南端は沖縄県最南端の地点である。
緯度が低く、日本国内で南十字星を好条件で観測できる数少ない島である。
波照間島のさらに南に「南波照間島」（パイパティローマ）があるという伝説がある。重税から逃れるため、1648年に島人が南波照間島に渡ったという伝聞が、琉球王府の記録である『八重山島年来記』に記されている。
波照間島にはサキシマハブなどのハブ類は生息していない。

## 歴史

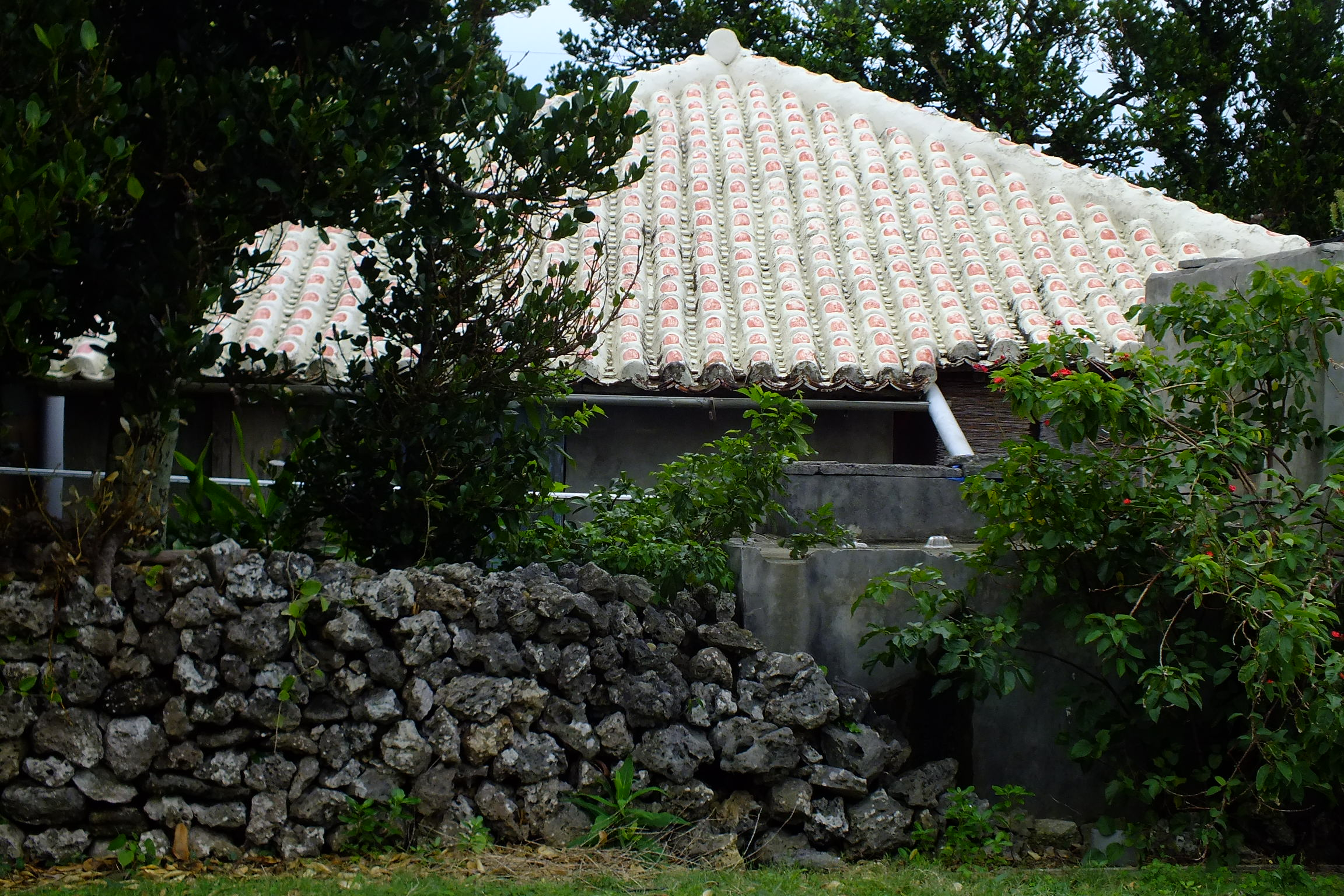
集落には比較的多くの琉球瓦の民家が残されている。

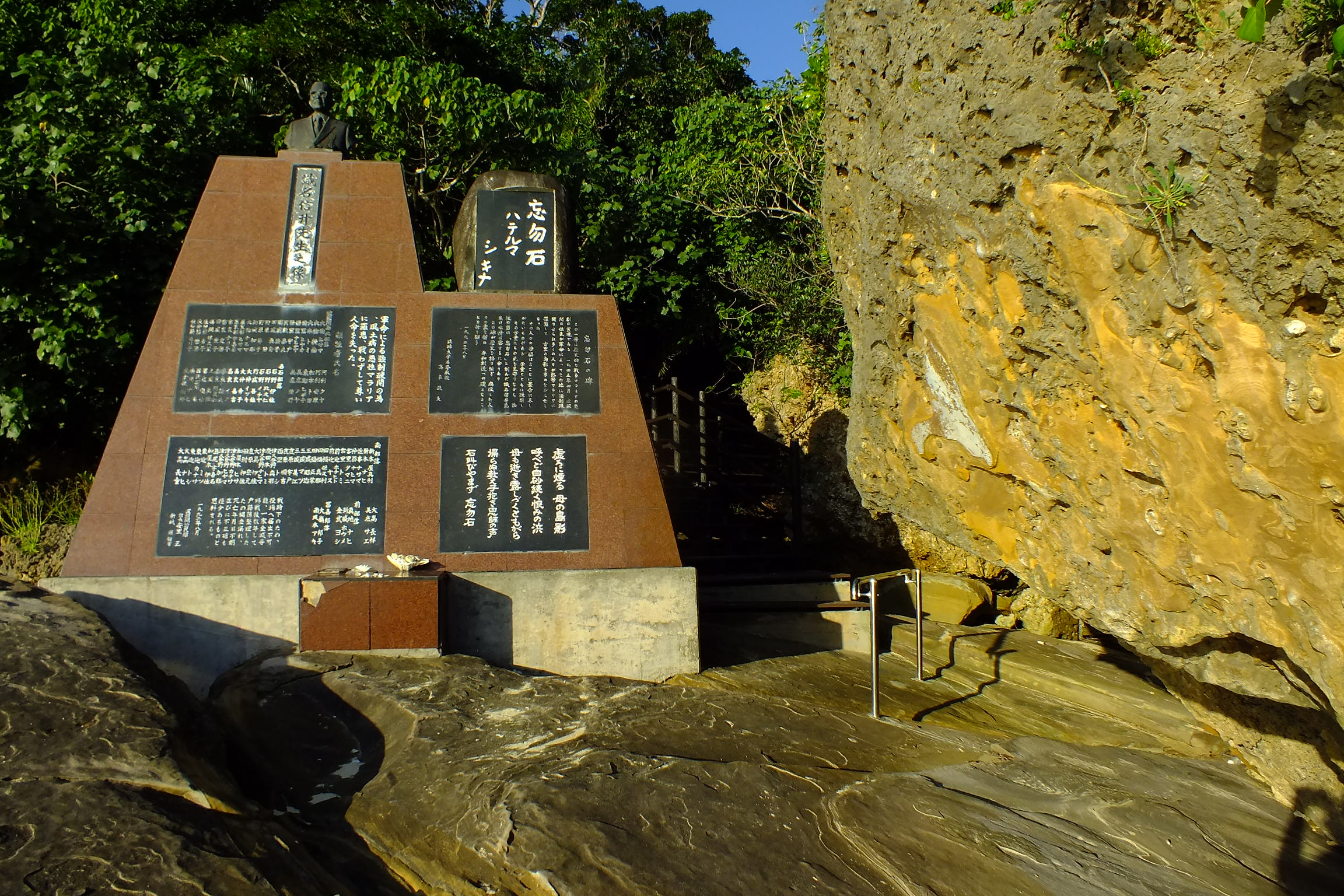
西表島にある「忘勿石」

波照間島に人が住み始めたのは、八重山列島では西表島に次いで2番目に早かったと推定されている。それは下田原貝塚に残る痕跡からも確認されて、3700年前まで遡るとされる。遺跡から出土した土器は「下田原式土器」と呼ばれる。八重山地域の文化は縄文文化の圏外で、インドネシア系文化と深い関係があったと推測される。しかし、この後、人の生活の痕跡は途絶え、3 - 12世紀頃の無土器文化までの間が空白になっている。下田原貝塚のすぐそばにあったこの文化は、フィリピン系文化との関連性が指摘されている。14 - 15世紀に至ると、群雄割拠時代に入り八重山は中国や日本との私貿易で力を付けるようになる。波照間でも競合が起こり、独自貿易の結果、下田原城、マシク村のような要塞集落が築かれる。また、このころには、オヤケアカハチ、長田大主など歴史に残る英雄も輩出する。
しかし、沖縄本島の統一を成し遂げた琉球王府が西へと進出、ついには1500年、オヤケアカハチが琉球王朝側に付いた宮古の仲宗根豊見親に敗れ、八重山は琉球王府の支配下に入った。琉球王府は波照間島を政治犯の流刑地としたため、政権闘争に敗れ政治犯とされた有識者層が島へ送られてくることになり波照間島の文化や農業、漁業技術などに深い影響を与えた。17世紀には琉球王府が薩摩藩の支配下に置かれると人頭税制度が導入され、過酷な支配の始まりとなり、重税から逃れるため「南波照間島」（パイパティローマ）をめざし、島を離れる人々の伝説も残されている。さらに18世紀に入ると、島分けがたびたびおこなわれるようになり明和大津波で壊滅した集落の復興という名目で他島への強制移住が実施された。19世紀後半に至り、明治政府により琉球王国が日本へ編入されるが、その後も人頭税は課され20世紀に至りようやく廃止された。
第二次世界大戦末期には、陸軍軍曹山下虎雄を名乗る諜報員が陸軍中野学校より送り込まれ、その指揮により西表島の南風見への強制疎開が行われた。住民の多くは反対したが、軍の命令であったため仕方なく従ったものの、西表島は当時マラリア発生地帯で、島民のほとんどがマラリアに感染し、3分の1が死亡した。南風見田の浜の石には、当時の学校長が刻んだ「忘勿石」の文字が今も残されている（詳しくは「戦争マラリア」を参照）。

### 島名の由来
古くから「ハティローマ」と呼ばれていたと考えられており、15世紀中頃の『李朝実録』でも「補月老麻伊是麻」（ポダㇽロマイシマ、中期朝鮮語：보ᄃᆞᆯ로마이시마、イェール式：pwotollwomaisima）と記されている。現在は、波照間島では「パチラー」、石垣島では「パチルマ」、「ハティローマ」、「ハティロー」などと呼ばれる。
明治時代中期に笹森儀助の『南嶋探験』（1894年）で八重山役所長西常央の提唱した「ハテウルマ」説が紹介され、以後これによる「果てのうるま」（「うるま」は、琉球または珊瑚礁の意味）に由来するという説が一般的となり、波照間という表記は当て字であるとされる。ただしこれは言語学上で語源俗解と呼ばれるものである。
これに対して、金関丈夫はインドネシア系言語であるアミ語（台湾のアミ族の言語）で「沖の島」を「ボトル」と呼ぶことと関係があるのではないかとの説を唱え、宮良當壯と論争になった。
現地では「ベスマ」と呼ばれることがあるが、これは「我らの島」という意味で、島名ではない。

## 神話
波照間島における人の定住は、島の西方と東方において、それぞれ独自の神話が伝承されている。波照間島の人類起源神話として、「アラマリヌパー」と「イシカヌパーとイシカヌブヤー」がある。前者は西方、後者は東方を中心とした神話である。

### アラマリヌパー
民俗学者・大島建彦は、南島の説話と本土の説話を比較するにあたり、波照間島や与那国島の火の雨伝承をとりあげて、火の雨によって世界が滅亡する伝承が、本土にも多くの事例が神話として根強く伝えられたことを明らかにしている。

そのなかには、火の雨による兄妹始祖神話に、徳島県美郷村の「人継ぎの岩屋」として伝承されているものもある。それは、
というものである。
一方、本土には弘法大師や役行者の母親が女人禁制の高野山や大峰山に登ろうとしたところ、その途中で油雨が降って登れなかったという類話もあるが、これらは兄妹始祖神話とは結びついていない。

### イシカヌパーとイシカヌブヤー
イシカヌパー・イシカヌブヤー夫婦が高那崎で一匹のカニから粟の種子をもらった話や、イシカヌパーが島に最初の苧をもたらした話、島の東部の子供たちに「あなたはイシカヌパーの子孫である。だから、決して病気にはかからない」という呪文をかけて健康祈願が行われていた話なども伝えられている。
この神話で語られる石について整理すると、ブドゥーには夫婦神を象徴するイシカヌパー石・イシカヌブヤー石、その夫婦神が出産をしたシラ石、夫婦神の子孫が暮らしたカツァツァニ石（笠石）が現れる。
その他、ブドゥーには大鍋のような窪みのあるナビムリゥ、田んぼの形をしたタナムリゥ、「藍の窪み」を意味するヱムリゥなど、窪みのある石もみられる。
南集落のアラントゥ・パンでブドゥーは次のように唱えられる。
アラントゥ御嶽の雨乞い儀礼の巡行は南から北へ移動し、イシカヌパー石・イシカヌブヤー石、シラ石、ナビムリゥ、エムリゥ、タナムリゥで祈願が捧げられる。これはイシカヌパー・イシカヌブヤー夫婦が、水や暮らしに適した場所を求めて海岸をたどった道筋を暗示しているという。カツァツァニで暮らした人々は、さらに水を求めて移動し、シゥムシゥやタカチゥ辺りに村をつくったというものである。ブドゥーの岩で採れた塩はウヤン（親神）のもので、ナミヌパナ（波の花）と呼ばれてプーリゥン（豊年祭）の供物となっている。

## 地理

### 地勢
島の成因は隆起珊瑚礁であるが、比較的起伏が大きい。中央部には標高60 mに達する地点もあり、この付近に波照間島灯台が立つ。

### 気候
年間の平均気温は24.3℃。冬季には北東風を中心に強い季節風が吹く。降水量は1,744.5 mmと日本平均よりやや多い。7月から9月にかけてはしばしば台風の直撃を受け大きな被害が出ることがある。一方、台風が少ない年は少雨となり農作物のできに悪影響が出たり、海水温の上昇でサンゴが死ぬなどの影響がある。
熱帯雨林気候 (Af) に属する。
- 最寒月平均気温 19.0℃（1月）
- 最暖月平均気温 29.1℃（7月）
- 年間平均気温 24.3℃
- 乾燥限界 626 mm＜年平均降水量 1744.5 mm
- 最少雨月降水量 101.4 mm（2月）

| 波照間（1991年 - 2020年）の気候    | 波照間（1991年 - 2020年）の気候 | 波照間（1991年 - 2020年）の気候 | 波照間（1991年 - 2020年）の気候 | 波照間（1991年 - 2020年）の気候 | 波照間（1991年 - 2020年）の気候 | 波照間（1991年 - 2020年）の気候 | 波照間（1991年 - 2020年）の気候 | 波照間（1991年 - 2020年）の気候 | 波照間（1991年 - 2020年）の気候 | 波照間（1991年 - 2020年）の気候 | 波照間（1991年 - 2020年）の気候 | 波照間（1991年 - 2020年）の気候 | 波照間（1991年 - 2020年）の気候 |
| 月                                 | 1月                             | 2月                             | 3月                             | 4月                             | 5月                             | 6月                             | 7月                             | 8月                             | 9月                             | 10月                            | 11月                            | 12月                            | 年                              |
| ---------------------------------- | ------------------------------- | ------------------------------- | ------------------------------- | ------------------------------- | ------------------------------- | ------------------------------- | ------------------------------- | ------------------------------- | ------------------------------- | ------------------------------- | ------------------------------- | ------------------------------- | ------------------------------- |
| 最高気温記録 °C （°F）             | 27.7 (81.9)                     | 28.5 (83.3)                     | 29.6 (85.3)                     | 32.5 (90.5)                     | 34.0 (93.2)                     | 34.7 (94.5)                     | 35.4 (95.7)                     | 35.7 (96.3)                     | 35.0 (95)                       | 32.6 (90.7)                     | 30.7 (87.3)                     | 29.7 (85.5)                     | 35.7 (96.3)                     |
| 平均最高気温 °C （°F）             | 21.5 (70.7)                     | 22.1 (71.8)                     | 23.8 (74.8)                     | 26.1 (79)                       | 28.6 (83.5)                     | 31.0 (87.8)                     | 32.2 (90)                       | 31.9 (89.4)                     | 30.7 (87.3)                     | 28.4 (83.1)                     | 26.0 (78.8)                     | 22.9 (73.2)                     | 27.1 (80.8)                     |
| 日平均気温 °C （°F）               | 19.0 (66.2)                     | 19.5 (67.1)                     | 20.9 (69.6)                     | 23.2 (73.8)                     | 25.7 (78.3)                     | 28.1 (82.6)                     | 29.1 (84.4)                     | 28.8 (83.8)                     | 27.7 (81.9)                     | 25.7 (78.3)                     | 23.5 (74.3)                     | 20.5 (68.9)                     | 24.3 (75.7)                     |
| 平均最低気温 °C （°F）             | 17.0 (62.6)                     | 17.4 (63.3)                     | 18.7 (65.7)                     | 21.0 (69.8)                     | 23.5 (74.3)                     | 26.0 (78.8)                     | 26.8 (80.2)                     | 26.5 (79.7)                     | 25.5 (77.9)                     | 23.9 (75)                       | 21.7 (71.1)                     | 18.7 (65.7)                     | 22.3 (72.1)                     |
| 最低気温記録 °C （°F）             | 8.0 (46.4)                      | 10.4 (50.7)                     | 7.8 (46)                        | 13.0 (55.4)                     | 16.7 (62.1)                     | 17.8 (64)                       | 22.0 (71.6)                     | 22.5 (72.5)                     | 20.2 (68.4)                     | 15.6 (60.1)                     | 14.3 (57.7)                     | 10.3 (50.5)                     | 7.8 (46)                        |
| 降水量 mm （inch）                 | 119.6 (4.709)                   | 101.4 (3.992)                   | 114.9 (4.524)                   | 131.7 (5.185)                   | 170.5 (6.713)                   | 147.7 (5.815)                   | 112.8 (4.441)                   | 180.0 (7.087)                   | 214.6 (8.449)                   | 162.6 (6.402)                   | 147.2 (5.795)                   | 128.0 (5.039)                   | 1,744.5 (68.681)                |
| 平均降水日数 （≥1.0 mm）           | 11.6                            | 9.4                             | 9.5                             | 8.3                             | 9.4                             | 9.2                             | 9.1                             | 11.0                            | 10.9                            | 9.7                             | 10.3                            | 11.5                            | 120.1                           |
| 平均月間日照時間                   | 94.3                            | 97.8                            | 128.1                           | 143.8                           | 174.9                           | 221.4                           | 261.2                           | 238.5                           | 199.1                           | 179.7                           | 127.3                           | 99.8                            | 1,965.8                         |
| 出典1：Japan Meteorological Agency |                                 |                                 |                                 |                                 |                                 |                                 |                                 |                                 |                                 |                                 |                                 |                                 |                                 |
| 出典2：気象庁                      |                                 |                                 |                                 |                                 |                                 |                                 |                                 |                                 |                                 |                                 |                                 |                                 |                                 |

### 集落

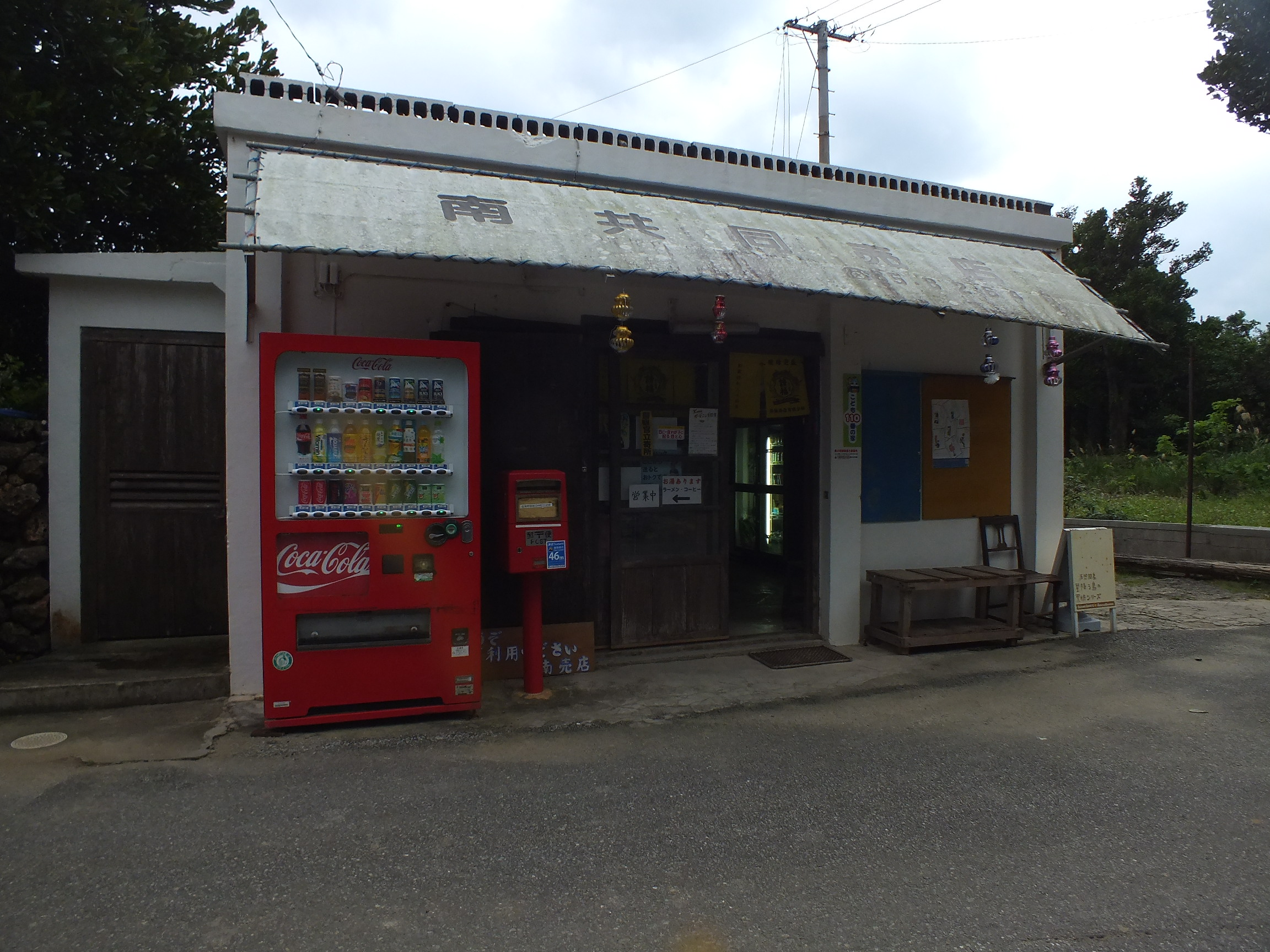
南共同売店

島の西（イリ）に最初の集落とされる冨嘉（フカ）があり、中央部に前（メー）、名石（メーシ）の2集落、東（アリ）には、南（ペー）、北（ニシ）の2集落、総計5つから構成される。小中学校・診療所・郵便局が存在する。それぞれの集落には小さな共同売店がある。社会関係は、兄弟（ビギリ）と姉妹（ブナリ）の結びつきと、双系的親族を基本とする。島全体が西（イリ）と東（アリ）に分かれ、その境界はタカナブチという。富嘉が西でブナリで、東はビギリとされ、姉妹の兄弟に対する霊的優越の考え方から、西が全てにおいて優位にたつ。かつて行われていた綱引きでは必ず西が勝ち、東から綱に託して、豊穣（ユー、世）を引き込むとされていた。

### 住所

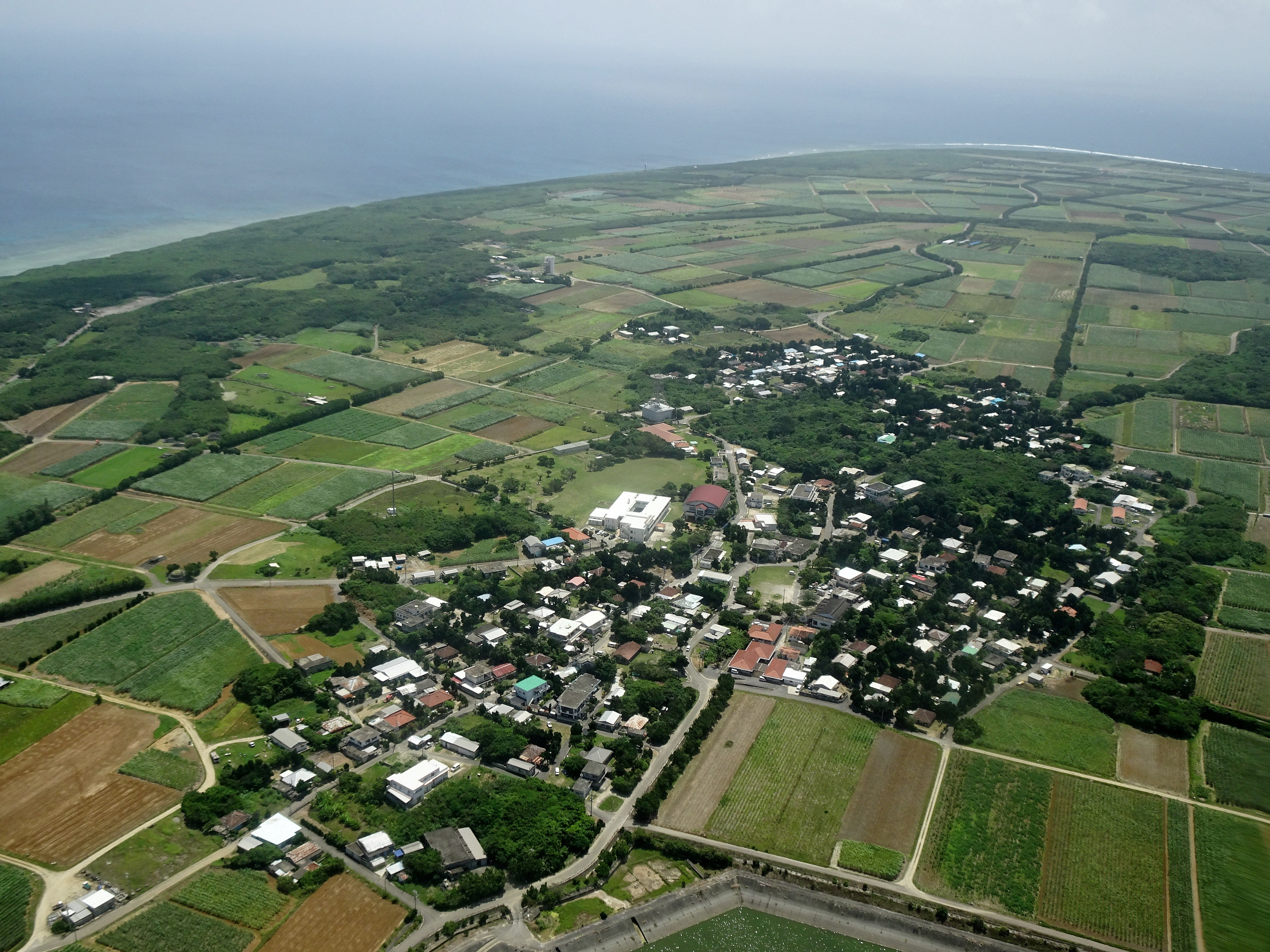
波照間島集落を空撮（2024年）

全域が沖縄県八重山郡竹富町波照間となっている。郵便番号は907-1751である。

## 暮らし

### 水道

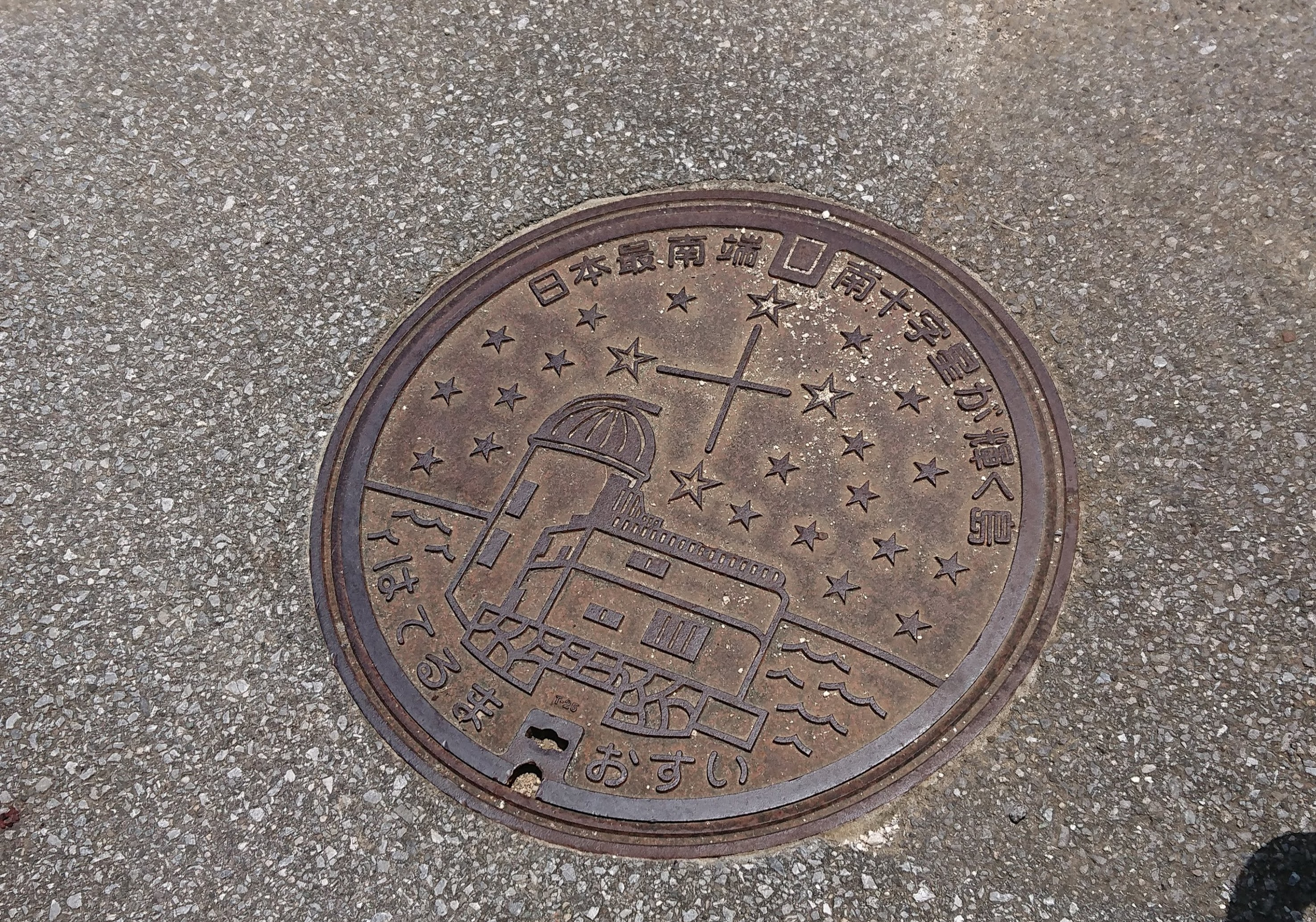
波照間島に設置されているマンホール

島には川がなく渇水や井戸の水質に悩まされてきた歴史がある。現在は、海水を淡水化し水道水として利用している。

### 電力
波照間島には2基の可倒式風車（計490 kW）があるが、モーター発電機と蓄電池を調整力として活用することで、風力100%由来の電力供給を長時間、安定的に続けることに成功した。主要な電力の供給力は5台あるディーゼル発電機（計1,250 kW）である。風力発電の電気を無駄なく利用するためには、ディーゼル発電機の出力をできるだけ下げて需給バランスを保つ必要があるが、内燃機関の特性上、出力を50%未満に抑えることができず、風力の出力を制限せざるを得なかった。この制約を解消するために導入されたのが、「MGセット」と呼ぶモーター発電機（300 kW）で、2017年度中に島内に設置し、2018年から実証事業として運用を開始された装置である。この装置により、波照間島の電力需要が290-440 kW（1時間平均）だった2020年11月10日午前11時33分から14日午後3時49分までの100時間16分の間、すべて風力由来の電力で需要を賄う長時間記録を成し遂げた。
沖縄電力の離島の電気事業は離島カンパニーという部門が管轄しているが、離島の需要規模が小さく沖縄本島から離れていることから、本島に比較し甚大な燃料費や修繕費、輸送費などのコストがかさむことが長年の課題となっていた。離島の収支不均衡を改善するために、自然エネルギーの活用のために風力発電が計画された。しかし、沖縄では台風被害が常にあり、与那国島を始め何基かの風車が強風によって損傷・倒壊されてきた。あるとき、沖縄電力の担当者が海外のベンチャー企業で規模は小さいが強風時に倒せる風車があることを知り、採用したが、これが後に、離島カンパニーで「可倒式風車」と名づけられることになる風車である。可倒式風車はフランスのベルニエ社が唯一製造を行っていた。一般的な構造と異なり、ブレードは2枚。タワーの部分を4本の支線ワイヤーで支え、タワー下部の油圧ウィンチ部分を駆動させることで、90度の傾倒が可能となる。強風に耐える必要が無いため、大変簡素なものである。日本の法律の制限を乗り越え、技術基準への適合性が認められ建設地に波照間島に白羽の矢が立った。2009年9月、着工し12月に運転が開始された。高さ38 m、ブレード直径32 m。後に南大東島に2基、粟国島に1基、多良間島に1基の可倒式風車が導入された。メンテナンスも地上レベルででき、修繕費の削減に大きく貢献。発電能力に対する実際の発電量は太陽光発電を上回り、波照間島では島の電力の約20%、南大東島では約10%の電力をまかなっている。粟国島では年間の発電量が約440,000 kWh、120世帯分の電力を供給することが可能となり、風力発電で島全体の約4分の1の電力をカバーしている。

### 金融
島内には金融機関のATMが設置されている。日本国内の最南端に設置されているATMである。

## 産業

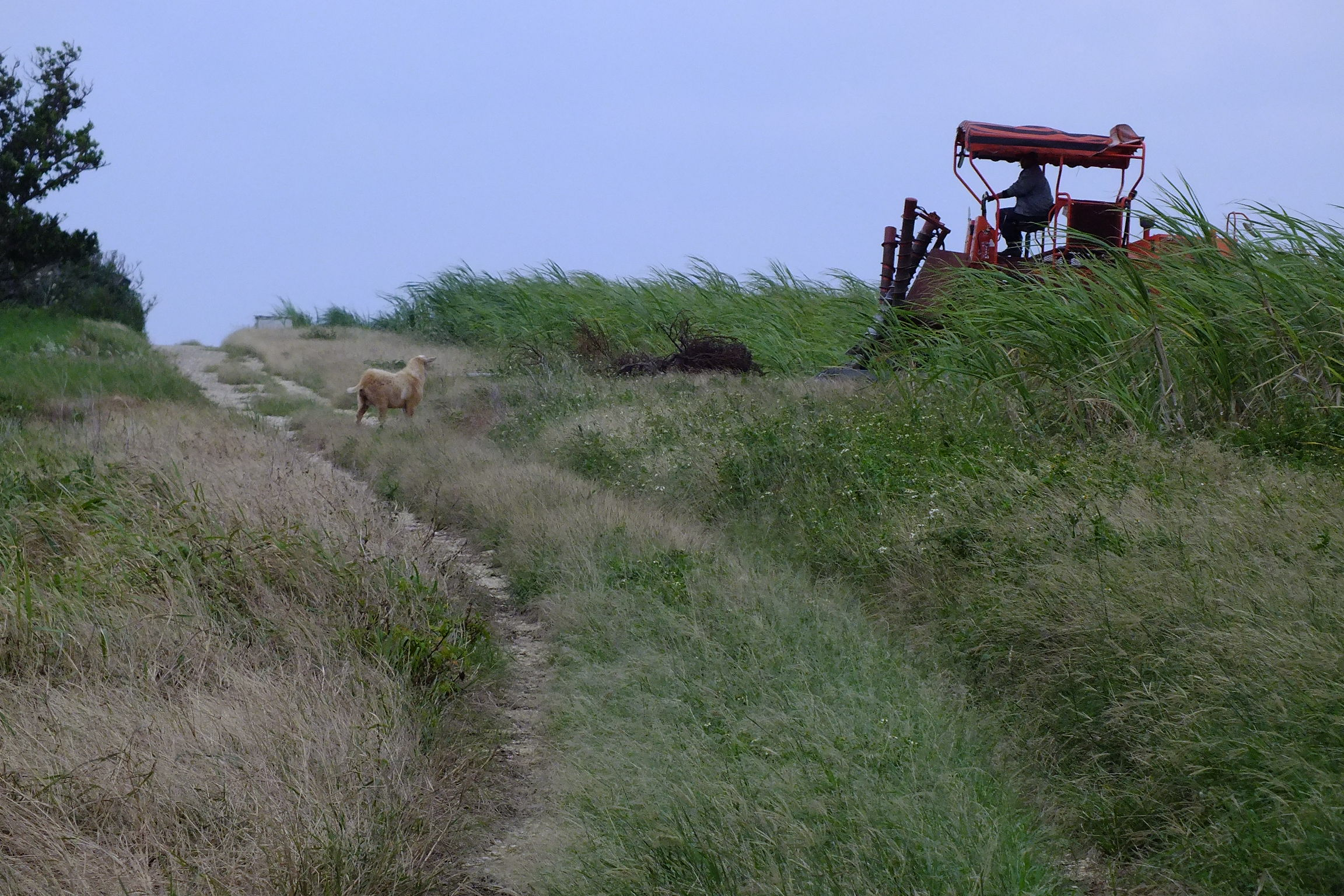
サトウキビ畑

### 農林水産業
1960年代まではカツオ漁が盛んで、鰹節に加工して出荷していたが、近年の漁業専従者は一桁となっている。
就業人口の約3分の1が農業に従事する。かつては米、麦、粟が作られたが、1960年代初頭に製糖工場が立地したことを契機にサトウキビ栽培への転換が進んだ。2001年には、75億円の事業費と22年間の歳月を費した土地改良（ほ場整備）事業が完了した。一方でスイカ、メロン、パッションフルーツ、モチキビなどの栽培も試行されている。ヤギが2005年（平成17年）調査時で登録数で411頭、さらに野生のヤギがその数倍いるといわれる。また和牛の飼育も約30戸ほどが行い、2005年（平成17年）当時で五百数十頭を飼育している。

### 観光
入域観光客数は、1989年（平成元年）から2005年（平成17年）までは13,000人 - 14,000人を中心に推移していた。2007年（平成19年）から20,000人以上に急増し、2016年（平成28年）は過去最高の約36,000人に上った。
2006年（平成18年）の時点では宿泊施設は民宿10軒のみで収容能力も69室・189人しかなかったが、同年にペンション、2008年（平成20年）にはホテルが開業し、2015年（平成27年）時点の宿泊施設は21軒（うち民宿16軒・233人収容、旅館2軒・47人収容、その他3軒・44人収容）に増加している。
なお、島内での野宿・キャンプ等は禁止されている。

### 製造業

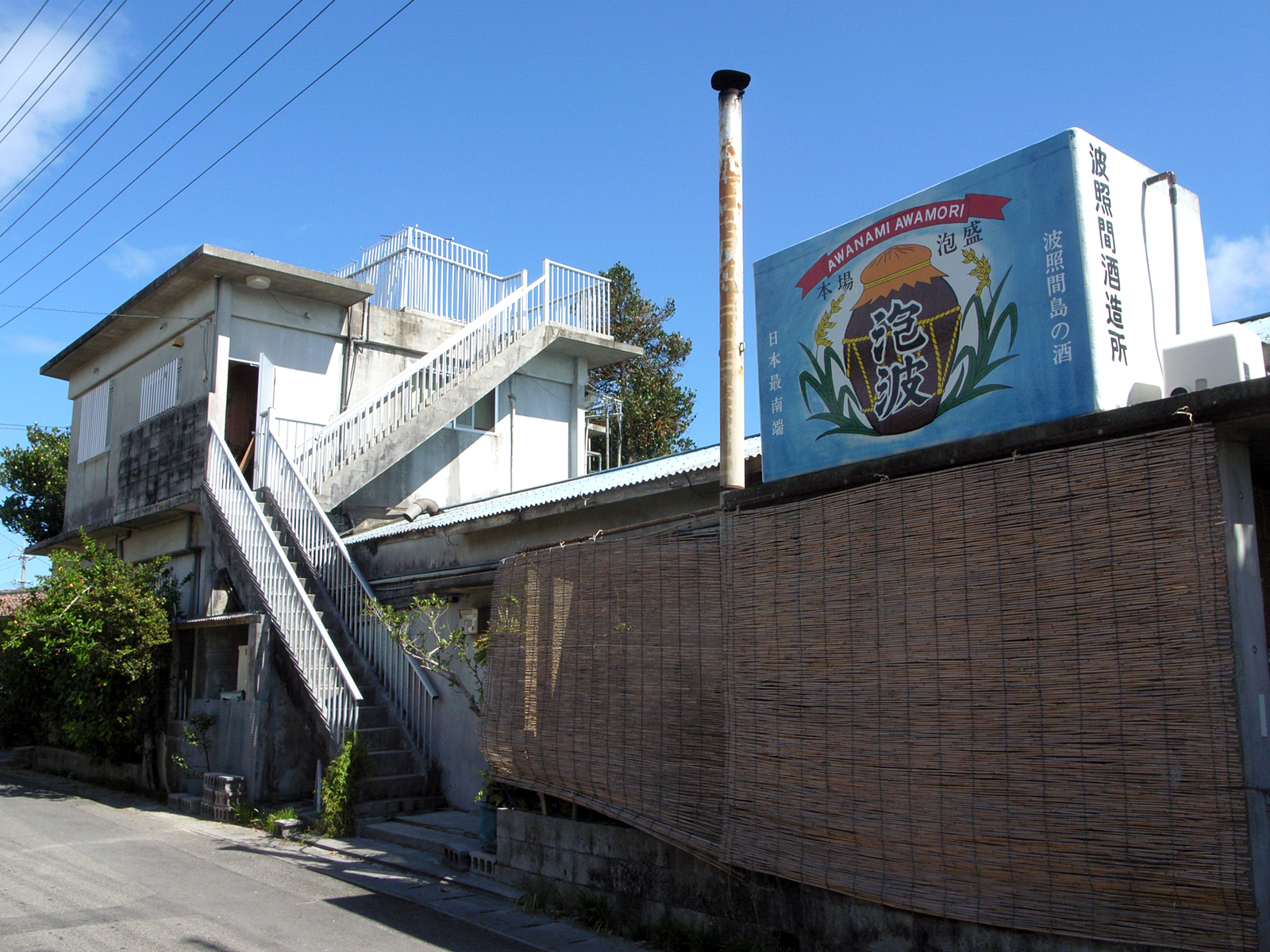
波照間酒造所

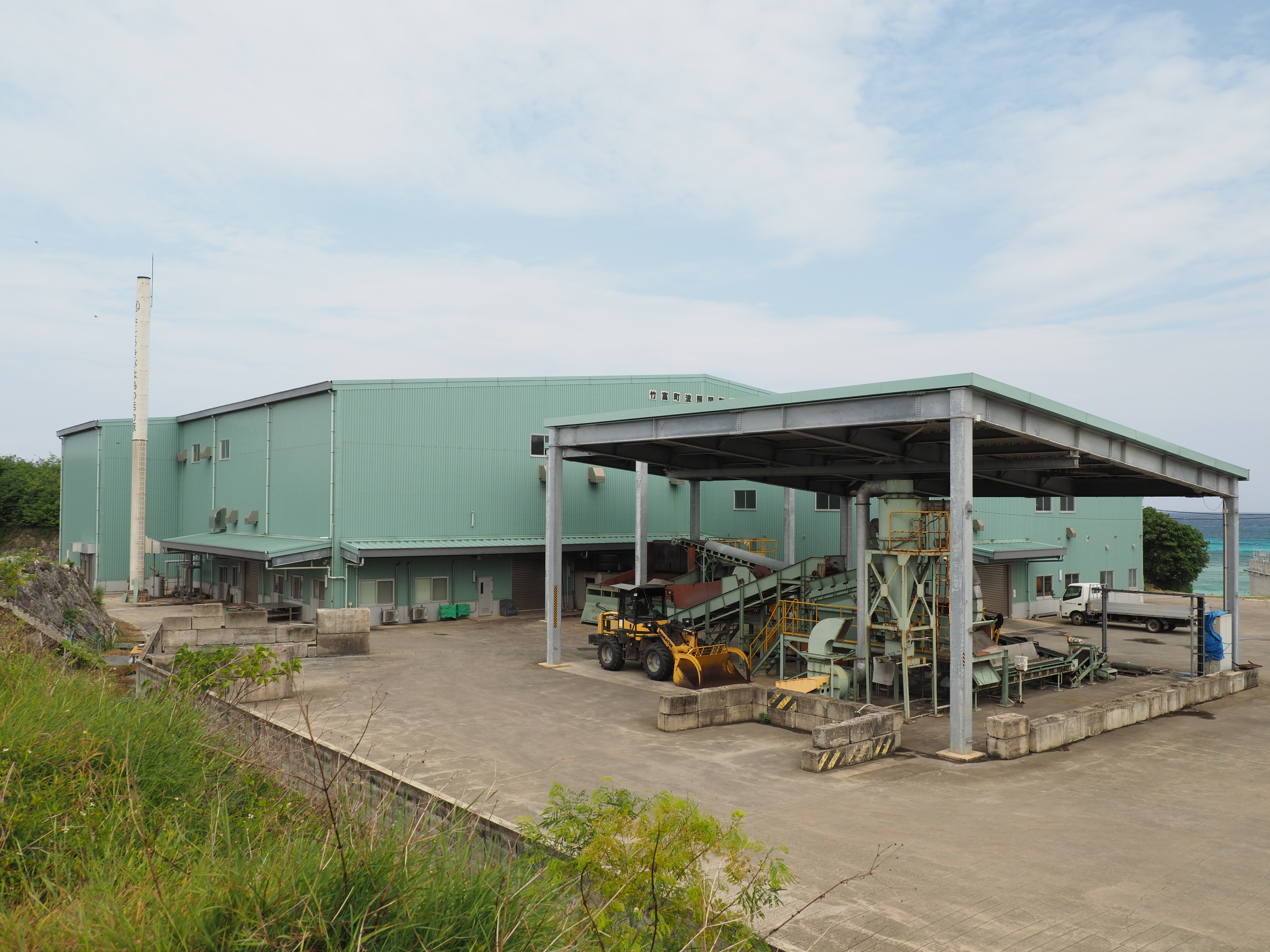
波照間製糖

島内唯一の酒造所である波照間酒造所では「泡波」という泡盛を生産しているが、基本的に島内消費分のみの製造のために製造量が極端に少なく、島外での入手が極めて困難なことから「幻の泡盛」とも呼ばれている。
1963年（昭和38年）に操業を開始した波照間製糖が、特産のサトウキビから製糖を行っている。

## 教育
- 竹富町立はてるま幼稚園[32]
- 竹富町立波照間小中学校

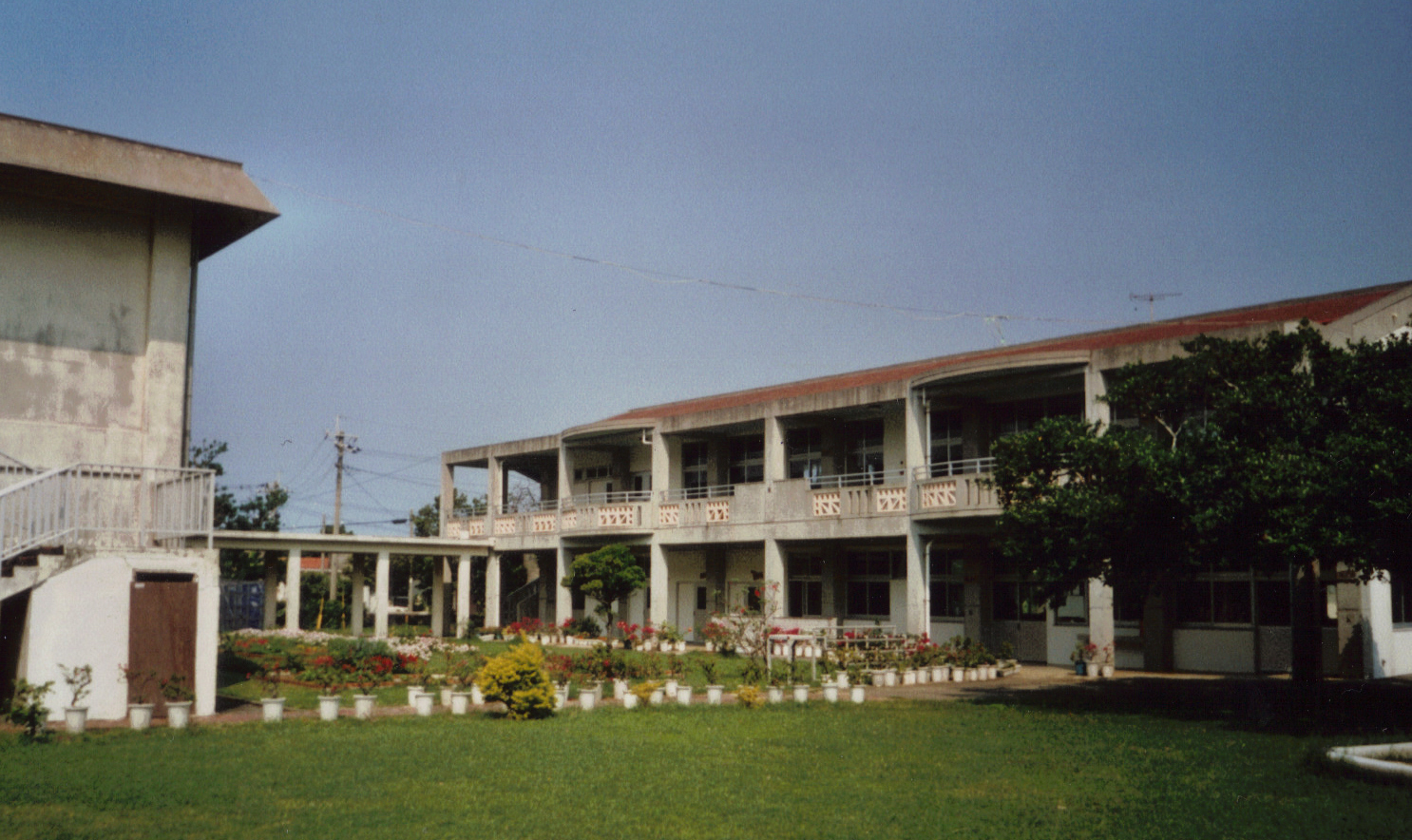
竹富町立波照間小中学校

高校はない。航路がある石垣市の高校へ通学するとなれば片道2時間前後となる上、1日3往復しかなく、冬季や荒天時は欠航になりやすいことから、高校に進学する生徒は島を出なければならなくなる。

## 民俗
島の祭祀は女性の司（ツカー）が行う。富嘉に草分け筋の家があり最高位である。各集落には拝所（ウツ・ヌ・ワー）があり、南方の三つの森の御嶽（ピティ・ヌ・ワー）を拝む。富嘉は真徳利、名石と前は阿幸俣、南と北は白郎原の各御嶽を拝む。年間の祭祀は数多く、拝所や御嶽での祈願や島の各所を拝む行事が行われ、豊富な神歌が伝えられてきた。
島には天変地異によって兄と妹が生き残り、この2人から生まれた子孫が島民であるという人類起源神話と、粟や稲などの穀物が海の中からもたらされたという穀物起源神話が語られていた。
旧暦7月の盆の時期はソーリンといい、ミチサネーと呼ばれる行列が各集落から出て、島の中央の旧オーセー（役所）の広場で様々な芸能が奉納される。これをムシャーマという。

## 交通

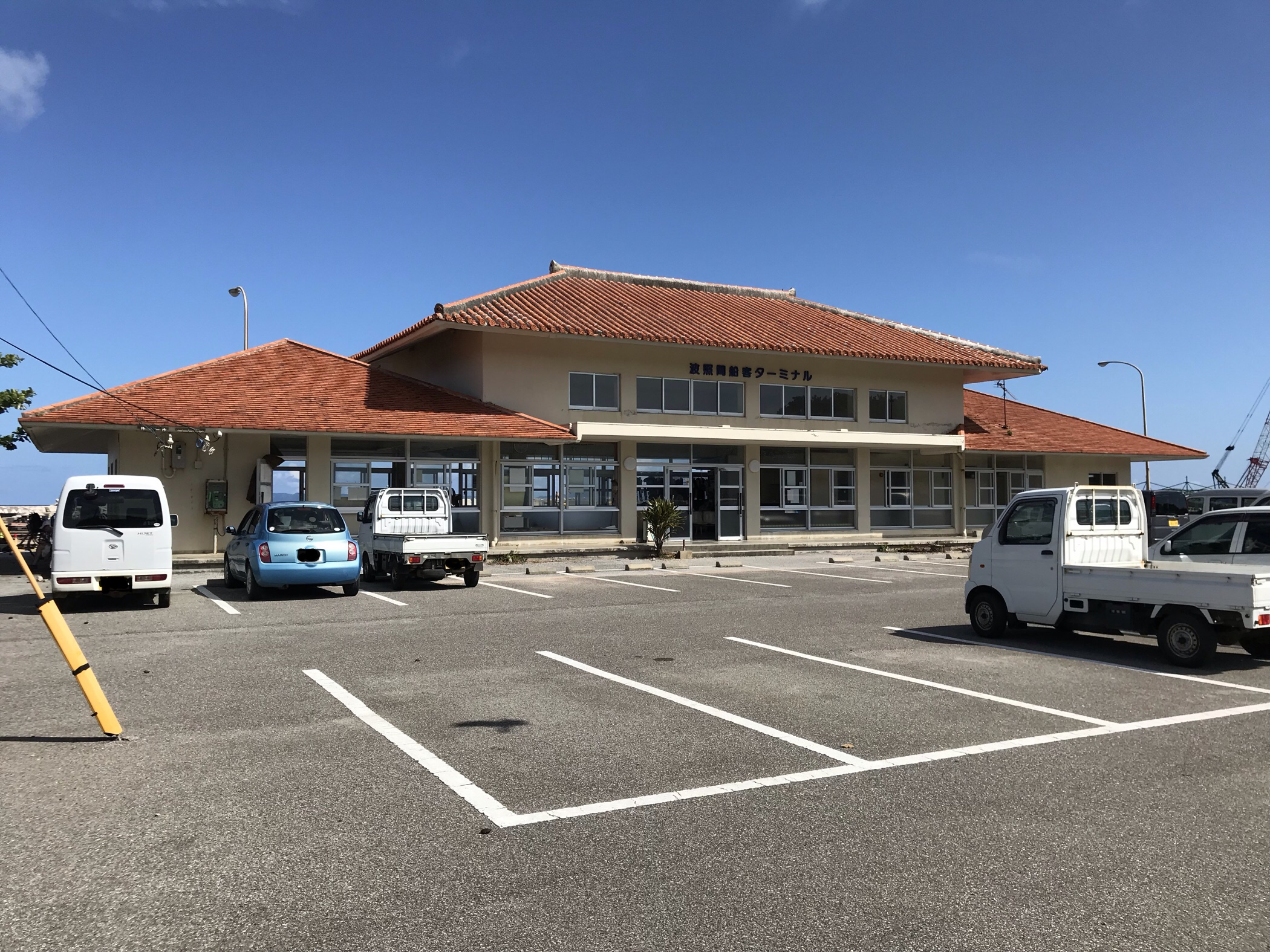
波照間港（2019年9月10日撮影）

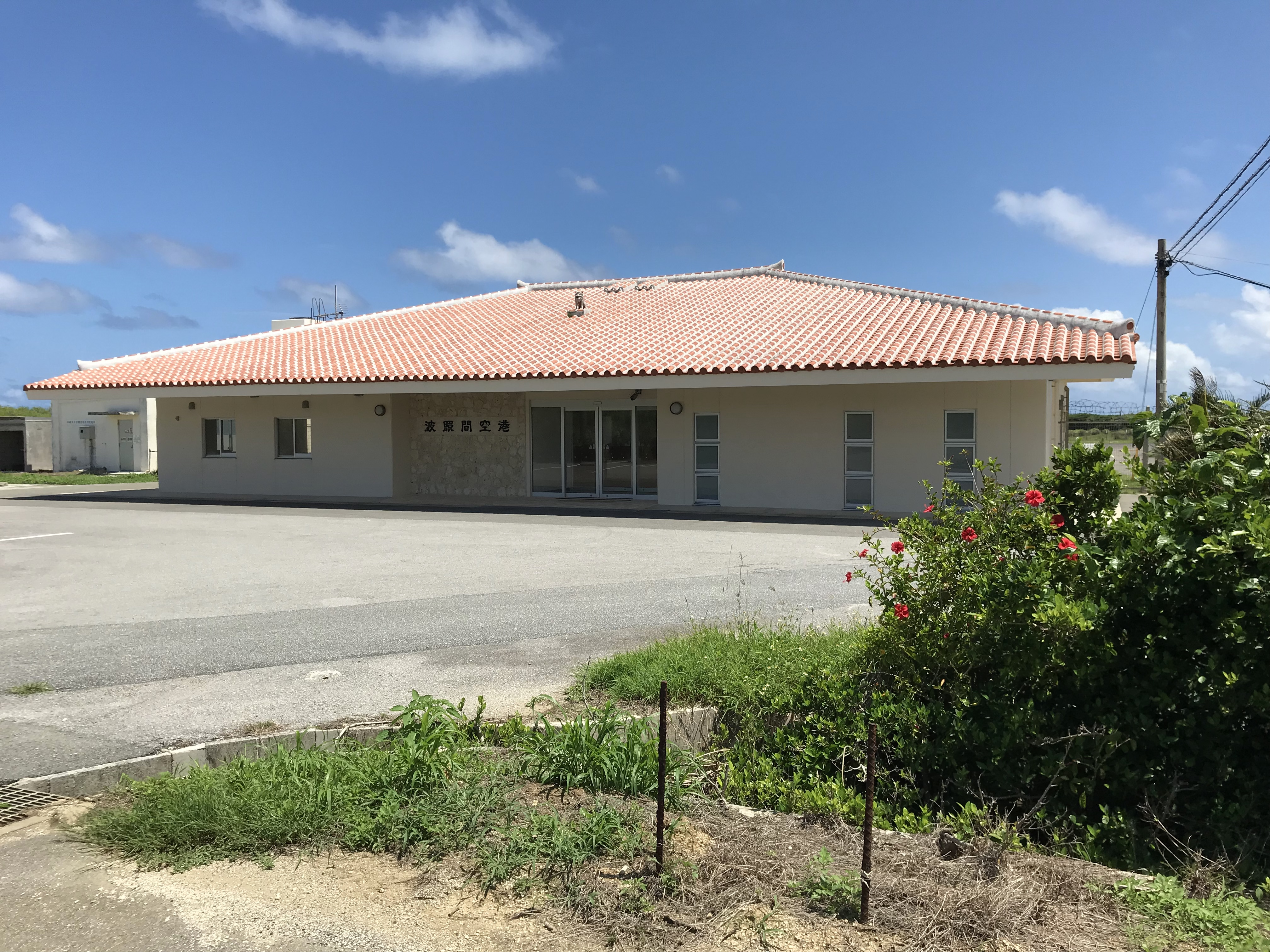
波照間空港（2019年9月10日撮影）

### 島内
島内に国道、県道はない。また、島内には信号機が一箇所も設置されていない。島内レンタカー業者は2社。民宿がレンタサイクルを行っている場合もある。坂が多く徒歩観光には向かない。

### 航路
波照間港と石垣島の石垣港などとの間の航路に安栄観光が就航している。また、八重山観光フェリーが2018年（平成30年）8月から新造船による参入を検討中と報じられたが、不定期航路への就航は果たしたものの、定期航路への参入には慎重な姿勢を示している。
- 石垣港（石垣島）
  - 高速船（旅客船）
    - 夏季4便・冬季3便。片道 3,090円（2017年10月現在）[39]。
    - 石垣港では離島ターミナルに発着。
    - 黒島付近で石西礁湖から外洋に出るため、波浪が高く、揺れが激しくなる。このため、冬季を中心に欠航率が50%を超えることも少なくない。2015年度の欠航率は下記のとおり[40]。
    - 2017年10月8日に旅客定員210名、284tの大型双胴客船「ぱいじま2」が就航。就航率を10%程度改善することが期待されている。一方、所要時間は従来の約60分から約80分に長くなる[41][42][43][44]上、実際には90-120分程度での運航が常態化している[45]。
    - かつて波照間海運が同じ航路で高速船「ぱいぱてぃろーま」を運航していたが、2011年に運航休止となった[46]。

  - 貨客船（フェリー）
    - 毎火曜日、木曜日、土曜日、第2・第4金曜日に1日1便運航[47]。片道 1,540円（2017年8月現在）[47]。
    - 石垣港では離島ターミナルではなく、八島フェリーターミナルに発着。切符は、離島ターミナル内の安栄観光カウンターではなく、旧離島桟橋近くの安栄観光貨物事務所で発売している。
    - 高速船が高波で運休する場合でも貨客船は運航できることが多いが、旅客定員が52名[48]のため、発売後すぐに切符が売り切れることもある。
    - かつては貨客船「フェリーはてるま」で運航。この貨客船はかつて波照間海運が同航路で運航していた船舶であるが、2012年に同社による運航が休止された後、安栄観光が受け継いで運航していた[46]。老朽化のため、2019年に同規模の代替船として「フェリーはてるま2」が就航している[41]。

| 年月   | 2015年 4月 | 5月   | 6月   | 7月 | 8月   | 9月 | 10月 | 11月  | 12月  | 2016年 1月 | 2月   | 3月 |
| 欠航率 | 13.3%      | 13.7% | 41.7% | 50% | 26.6% | 10% | 29%  | 21.1% | 50.5% | 53.8%      | 56.3% | 20% |

- 仲間港（大原港）（西表島）
  - 高速船（旅客船）。不定期運航で、予約が必要[49]。

### 空路
波照間空港
2024年1月22日、第一航空により、石垣空港までの特別チャーター便が就航した。月・水・土の週3往復で、全て到着・出発とも午前中である。なお、特別チャーター便（不定期航路）のため、予約がない場合は運休となる。また、使用機材は小型19人乗り（実質は13〜15人が限度）のDHC-6ツインオッターであるため、持ち込み手荷物の量以外に、フライト時の重量バランスを考慮する必要があるため搭乗前に体重を自己申告しなければならない（そのため座席の指定はできない）など、搭乗に当たって幾つか制限がある。
2007年11月30日までは琉球エアーコミューターが、同年12月28日より2008年10月まではエアードルフィンの（旧）石垣空港便が就航していた。エアードルフィンの運航停止以降は就航路線がなかった。当初の計画では、2022年4月30日に第一航空によって石垣線が再開される予定だったが、使用予定機材が多良間空港での訓練中に事故を起こしたため、就航が延期されていた。

## 名所・旧跡・観光スポット

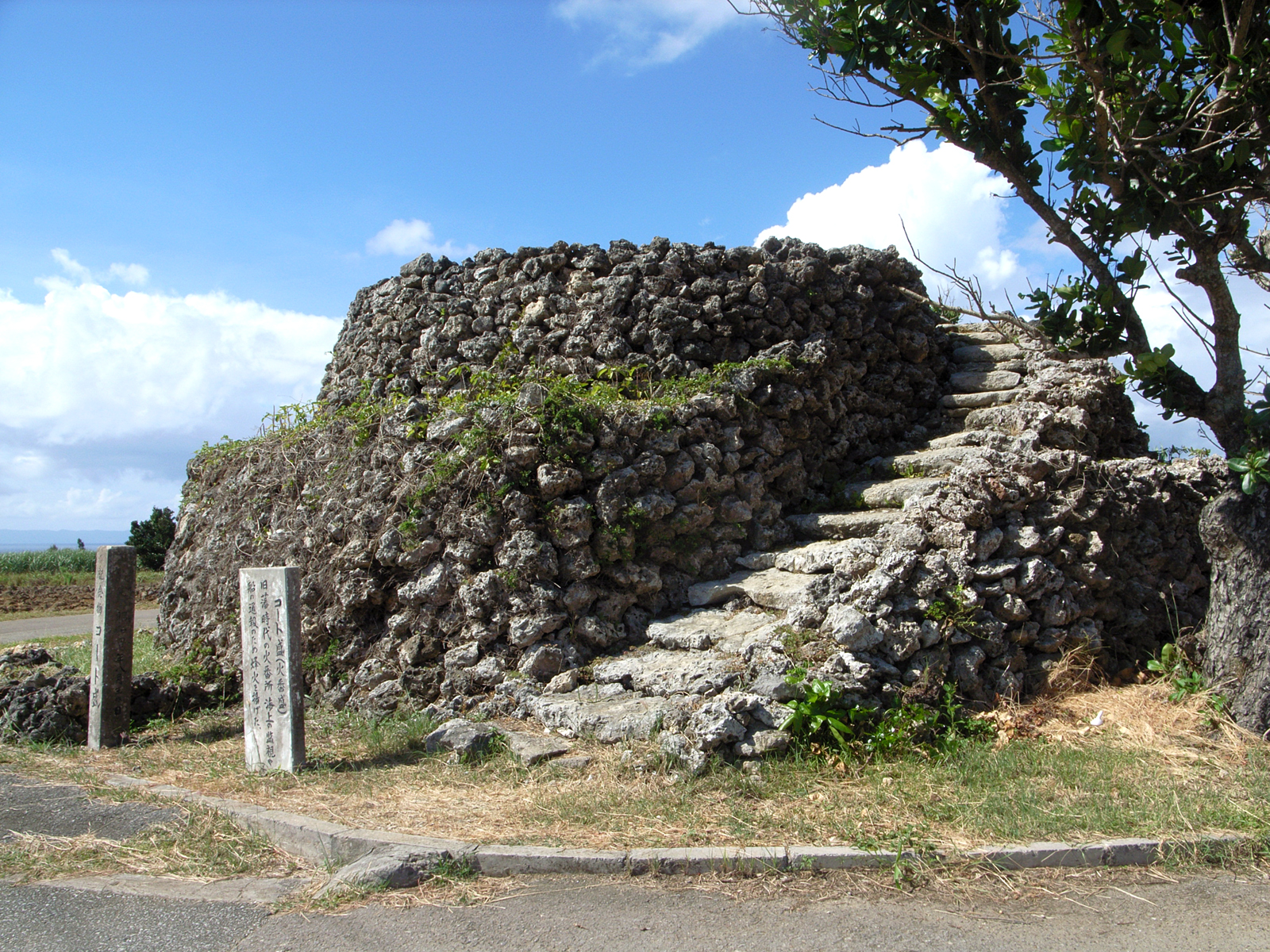
コート盛

### 文化財
史跡
- 下田原城跡 - 国の史跡[56]。
  - 下田原貝塚 - 県指定史跡（1956年（昭和31年）10月19日指定）。
- コート盛 - 先島諸島火番盛（国の史跡）のひとつ。
- シムスケー - 竹富町指定史跡（1972年（昭和47年）8月30日指定）。
- 長田御嶽 - 竹富町指定史跡（1972年（昭和47年）8月30日指定）。
- アカハチ誕生の地 - 竹富町指定史跡（1972年（昭和47年）8月30日指定）。

名勝
- 高那崎 - 竹富町指定名勝（1972年（昭和47年）8月30日指定）。近隣には日本最南端之碑、日本最南端平和の碑等がある。

天然記念物
- 浜シタン群落 - 竹富町指定天然記念物（1972年（昭和47年）8月30日指定）。

無形民俗文化財
- 波照間島のムシャーマ - 選択無形民俗文化財（1993年（平成5年）11月26日選択）。
- 波照間島節、夜雨節、祖平花節、波照間口説、波照間口説 - 竹富町指定無形民俗文化財（民謡の部）
- 太鼓（テーク）、波照間島節、夜雨節、祖平花節 - 竹富町指定無形民俗文化財（舞踊・狂言の部）

### 名所・観光スポット
- 高那崎 - 日本最南端の岬

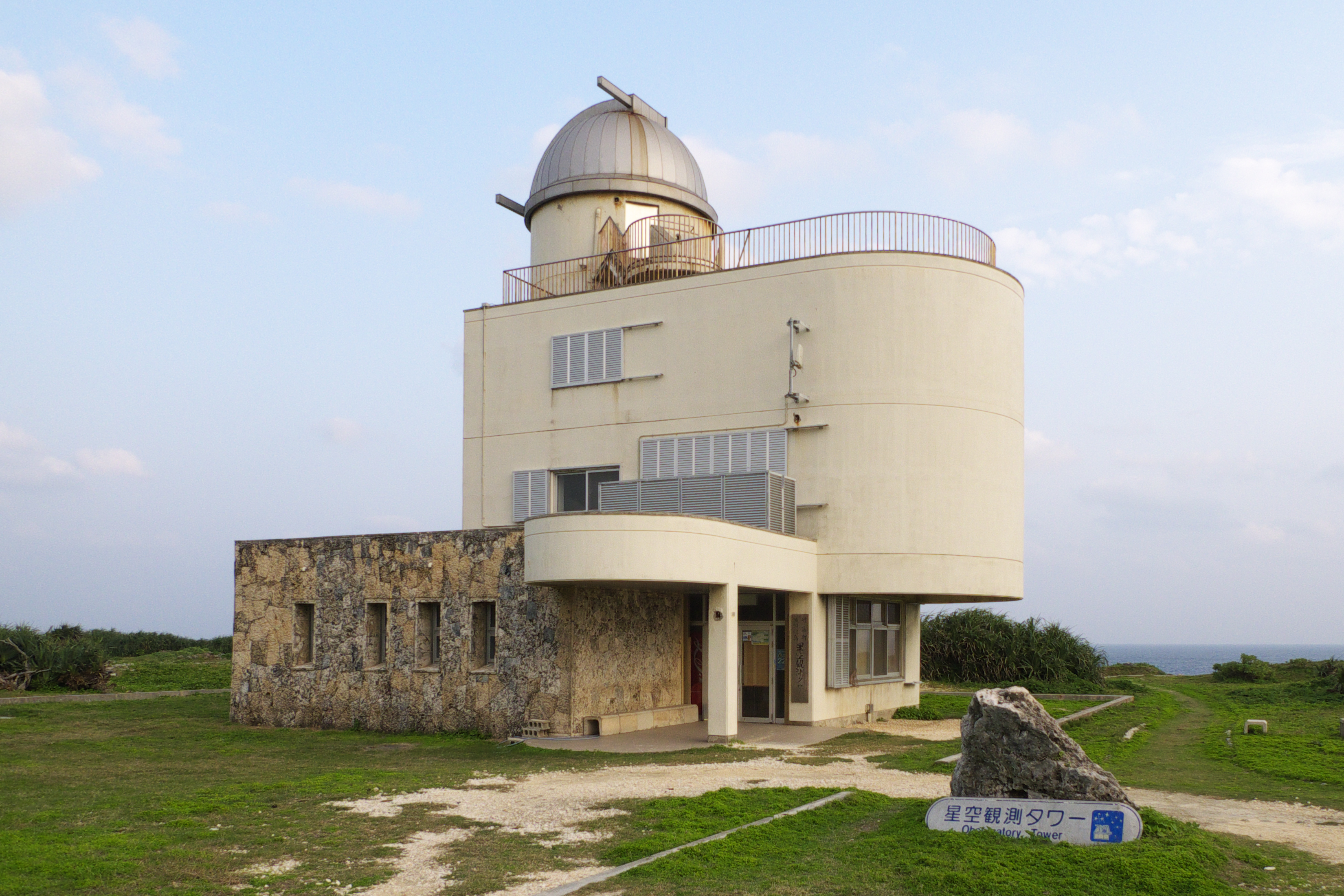
星空観測タワー

  - 日本最南端之碑、日本最南端平和の碑、波照間之碑
- 星空観測タワー
  - 高那崎に程近い南海岸に立つ。周囲に人工的な灯りが極めて少ないため、他所では見えにくい星を肉眼で観測することができる。200 mmの屈折式天体望遠鏡やプラネタリウム（故障中）が設置されている。ただし、夜間の開館は不定である[57]。
- 波照間島灯台
- 底名溜池展望台
- 毛崎 - 浜シタン群落を抜けた先の岬。夕日の名所。

### 海岸
島の周囲にはニシ浜、ペー浜、ペムチ浜など白砂の美しい砂浜が多いが、ニシ浜以外は基本的に遊泳禁止。
- ニシ浜 - 「ニシ」とは方言で「北」の意味。島の北側にある延長約1.5 kmの海岸[58]。トリップアドバイザーによる2017年の「日本のベストビーチトップ10」で1位に選ばれている[59]。竹富町が設置する海水浴場ではなく[60]、監視員も配置されていない[61]。2006年に修学旅行中の男子高校生2名がニシ浜から沖に流され死亡する事故が起きた[62]ほか、多数の死亡事故が発生している。シャワー、トイレ、ベンチはあるが、売店はない[63]。
- ぺムチ浜 - 有人島にある名の付けられたビーチでは、日本最南端。

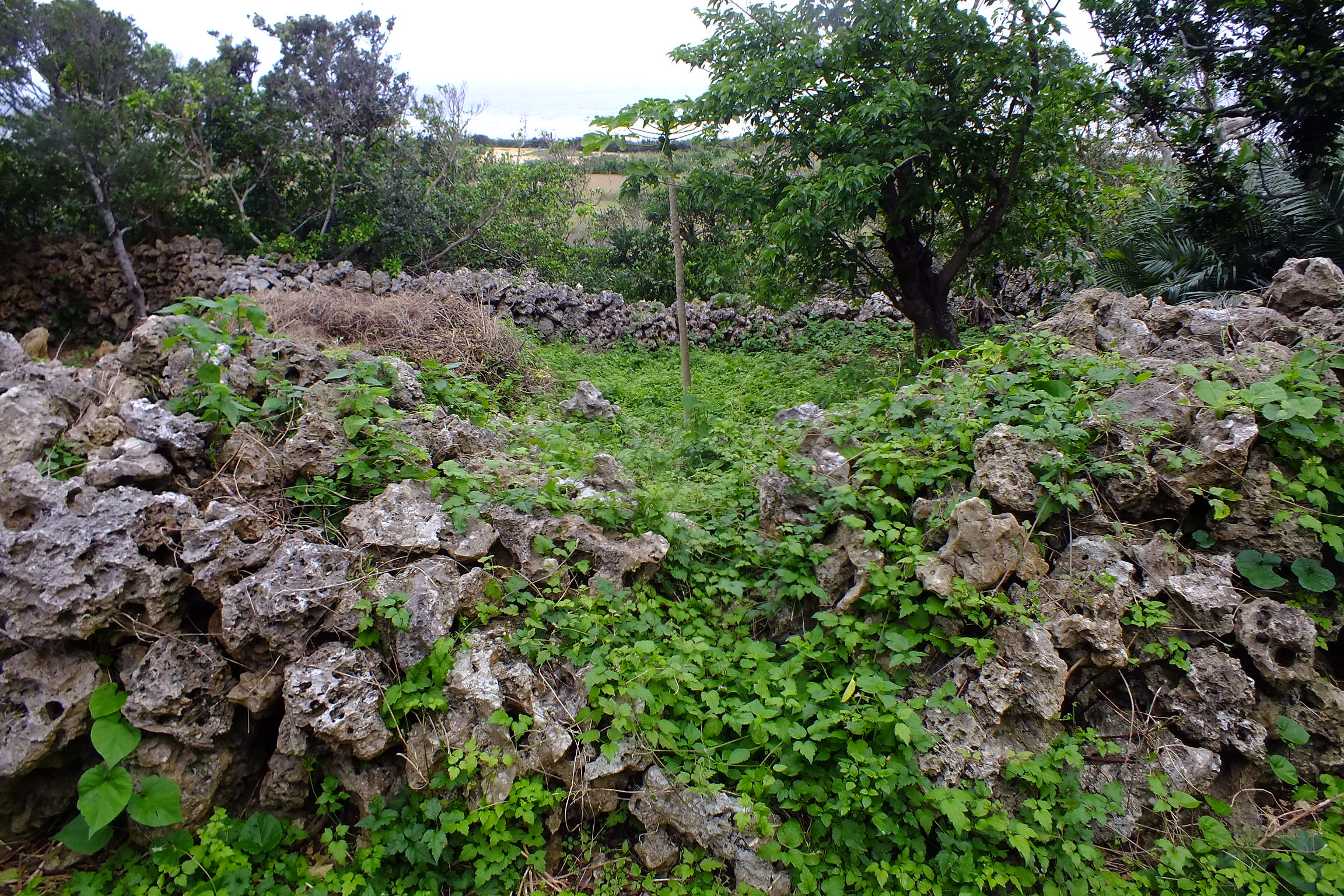
下田原城（ぶりぶち公園）
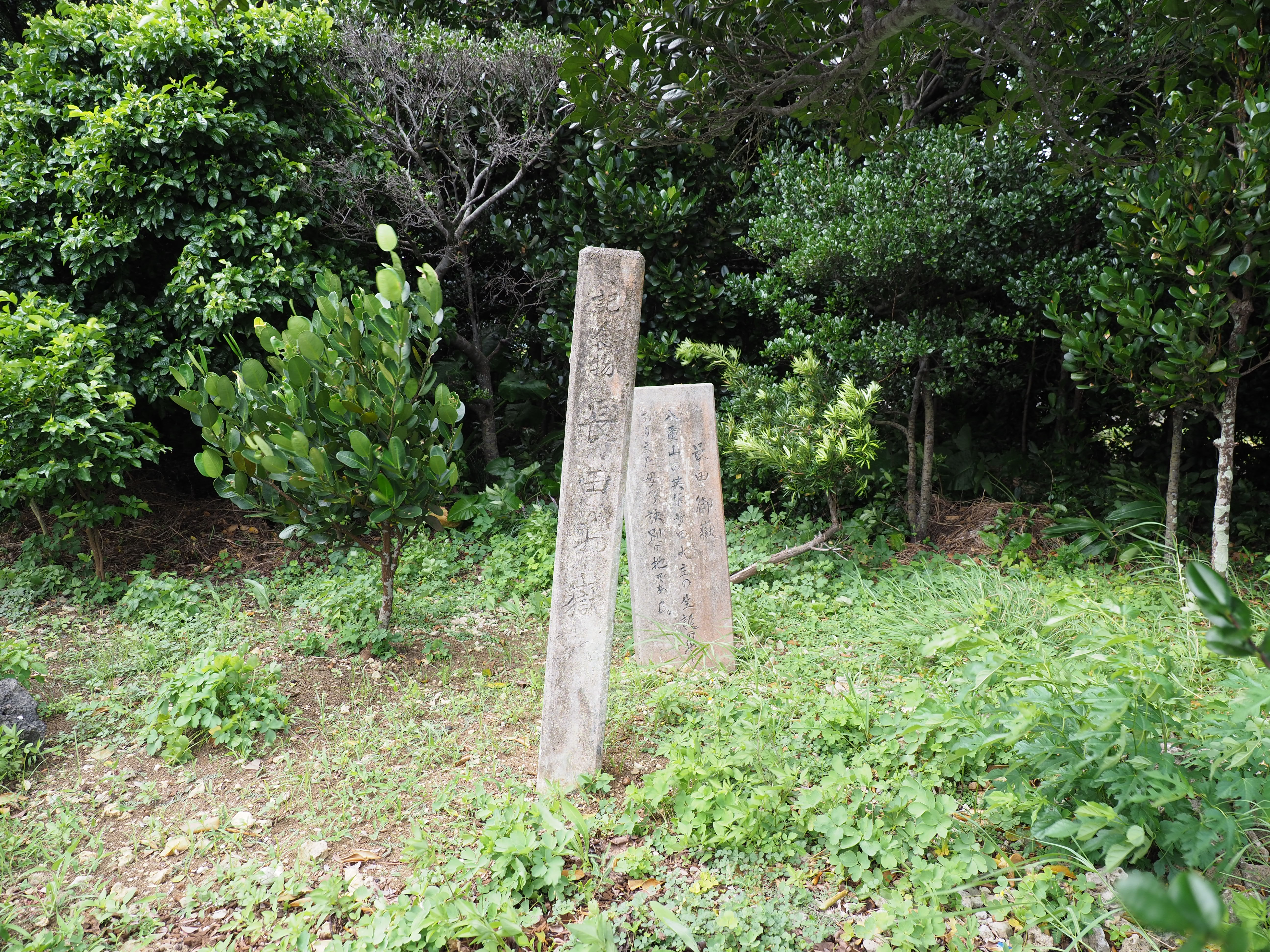
長田御嶽
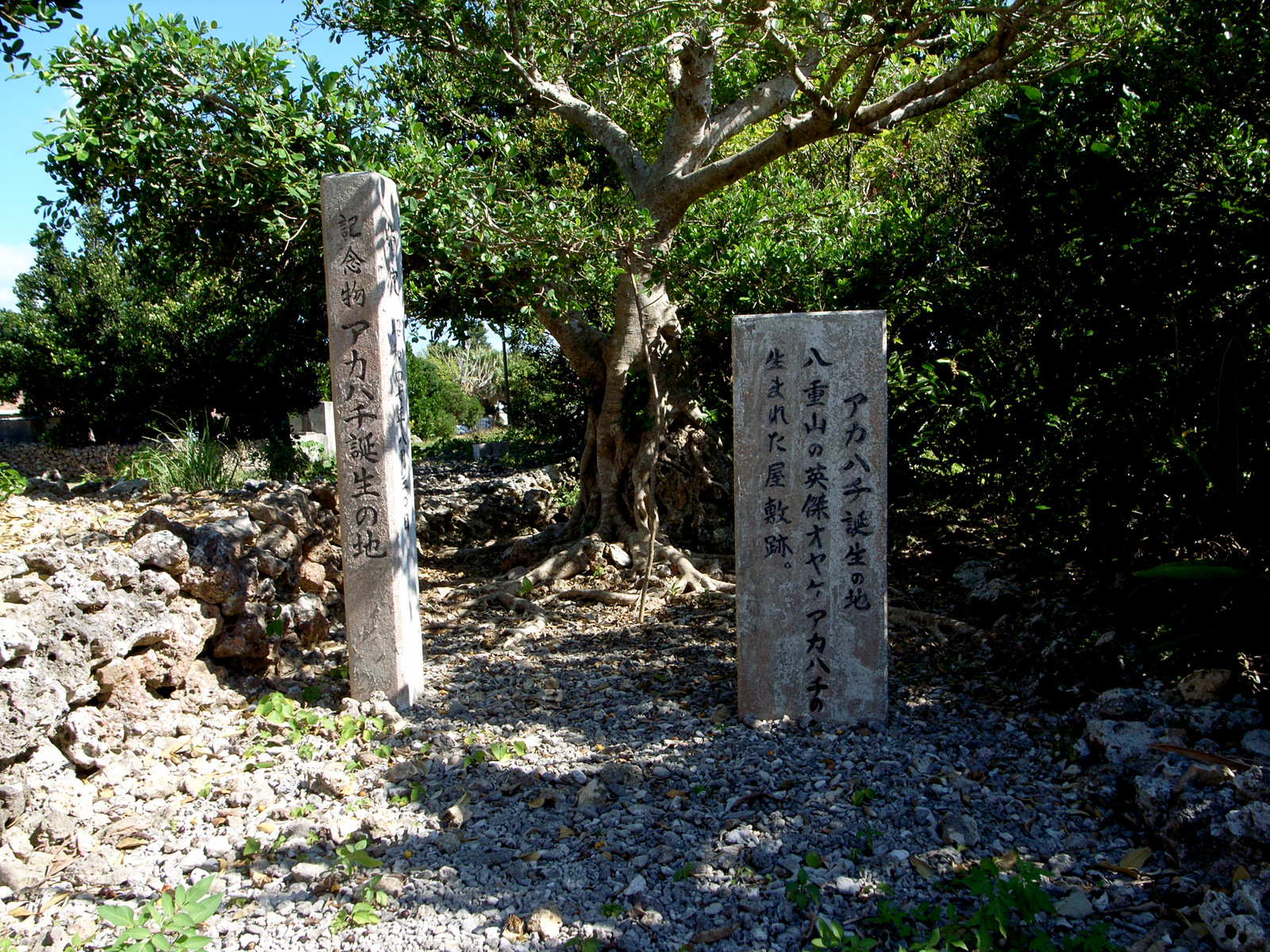
アカハチ誕生の地
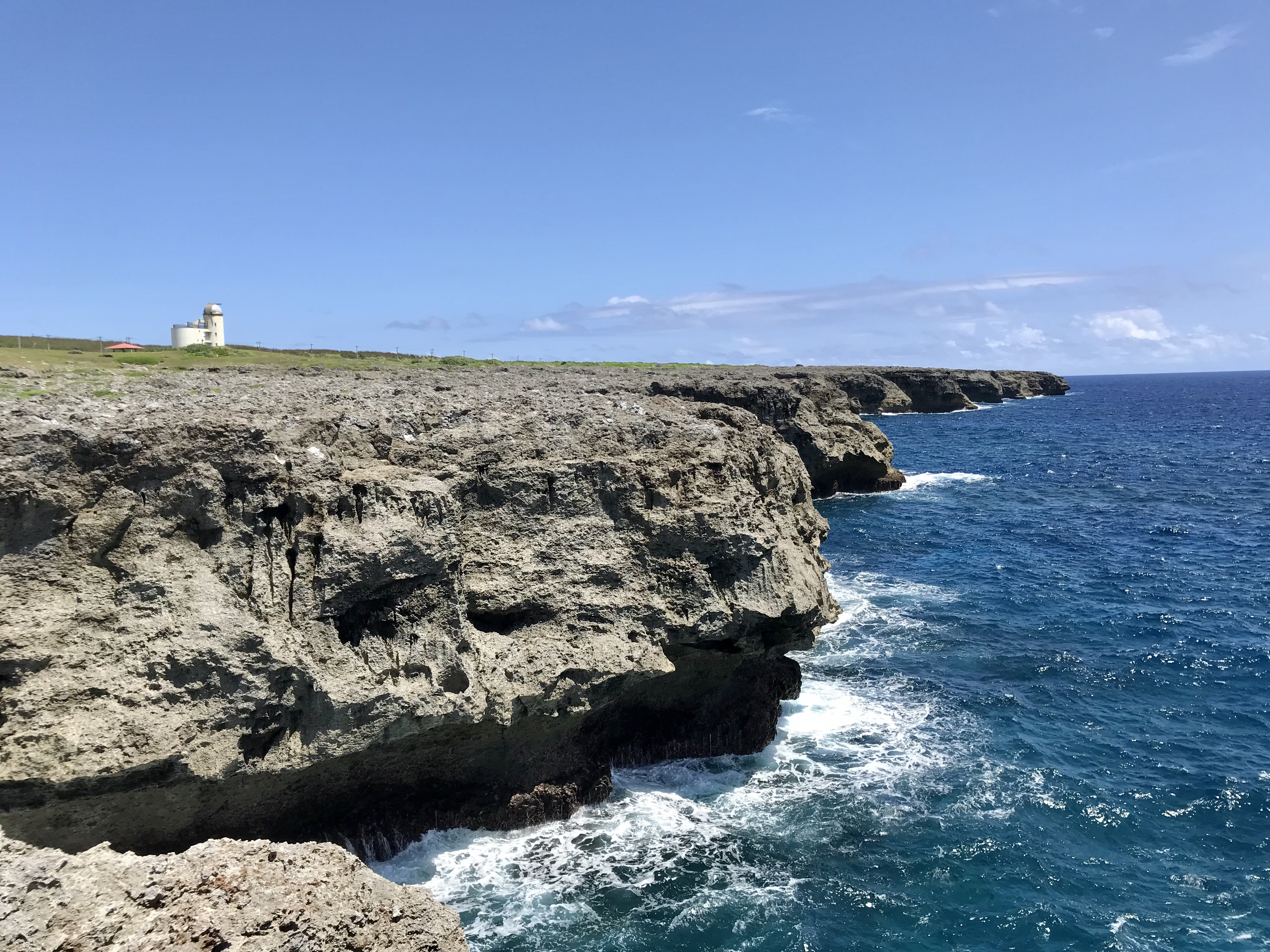
高那崎
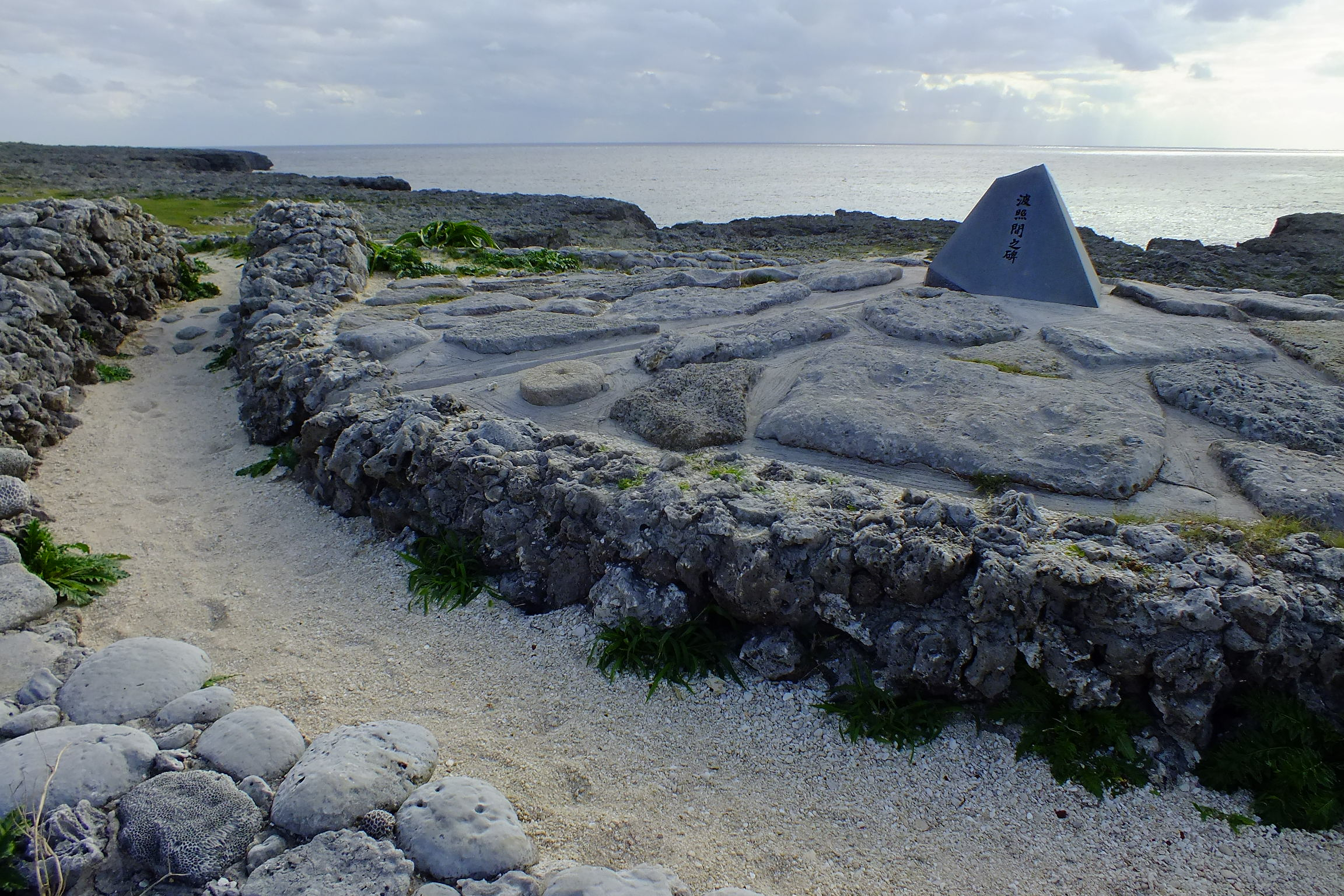
波照間之碑
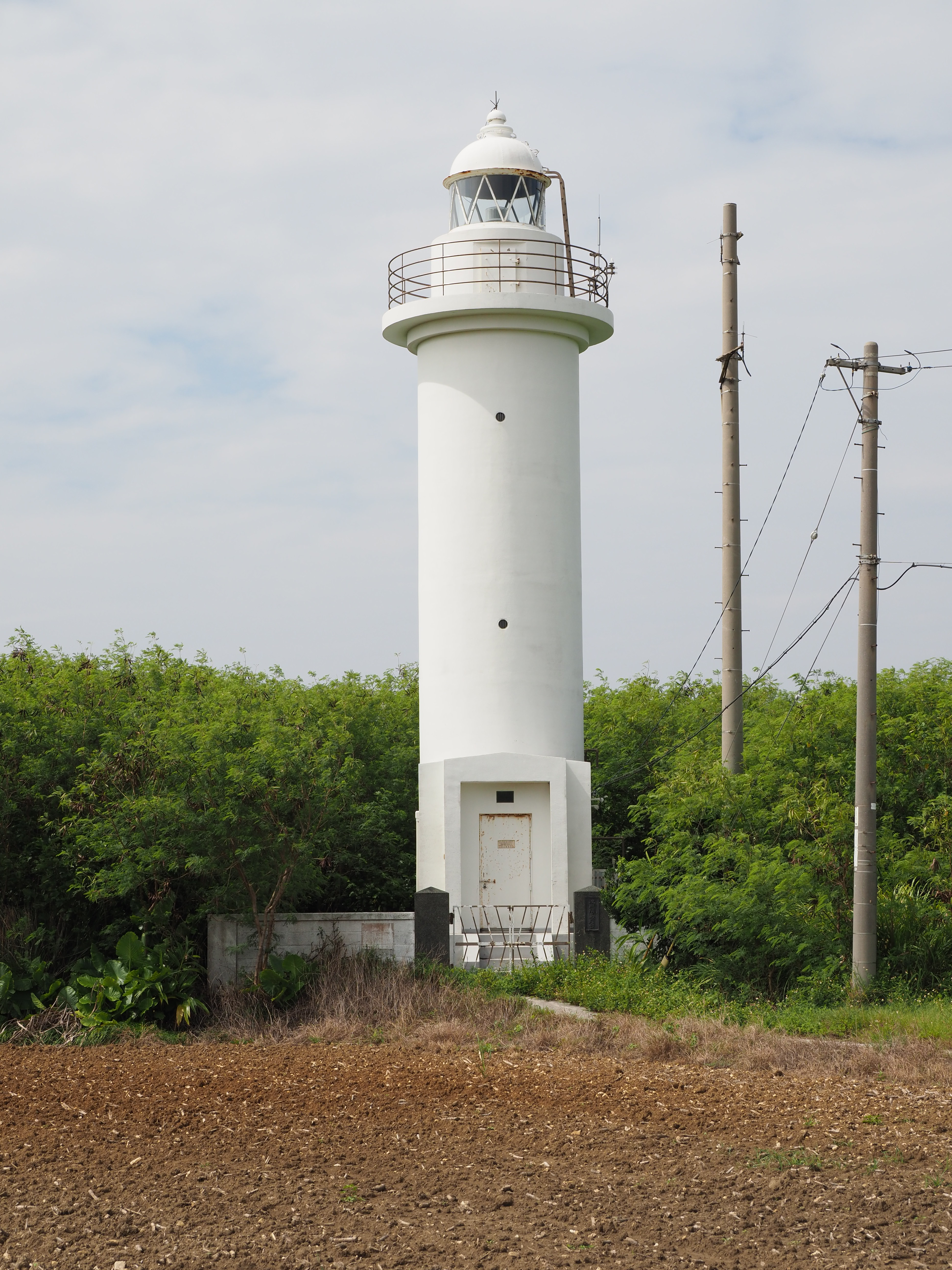
波照間島灯台
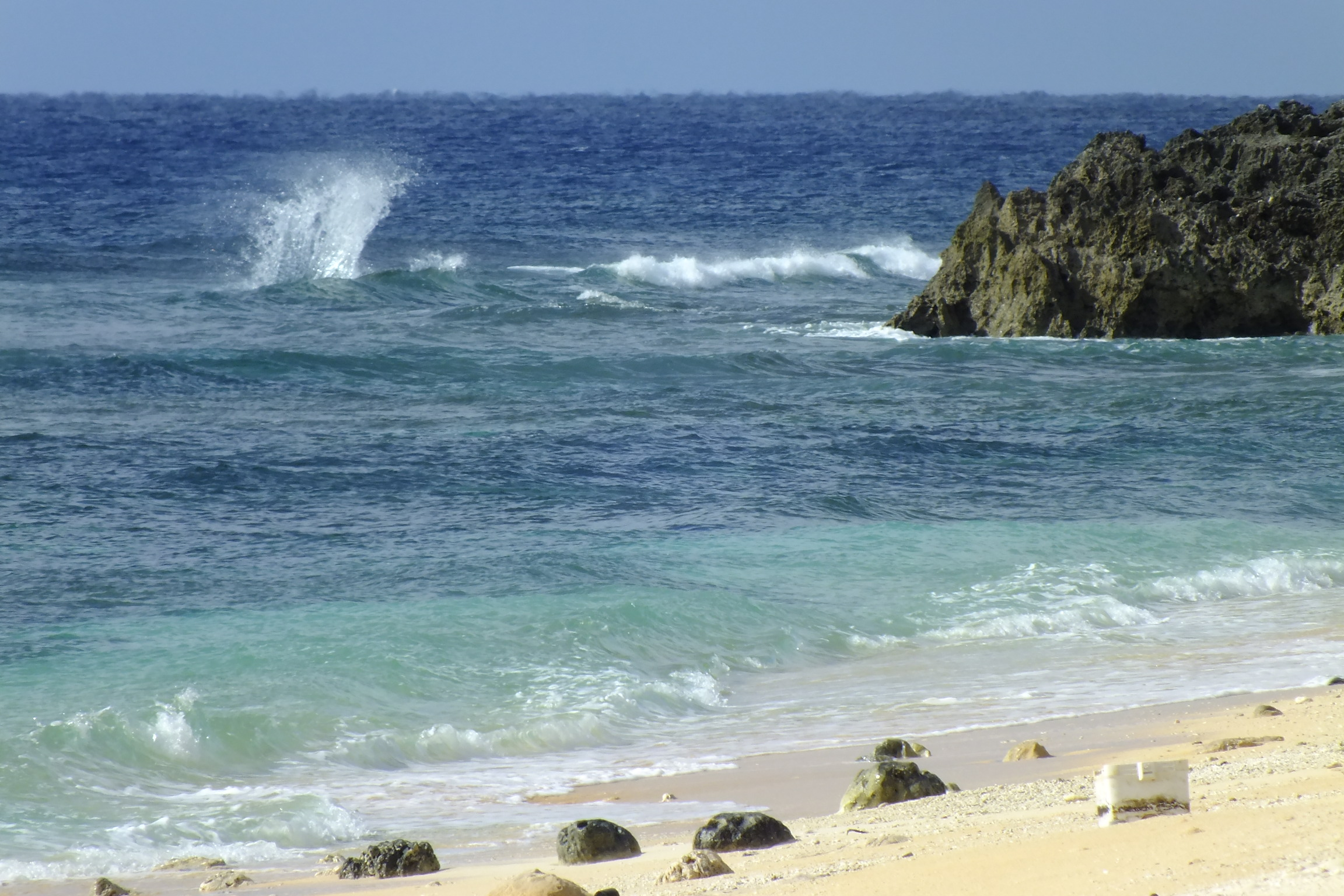
ぺムチ浜
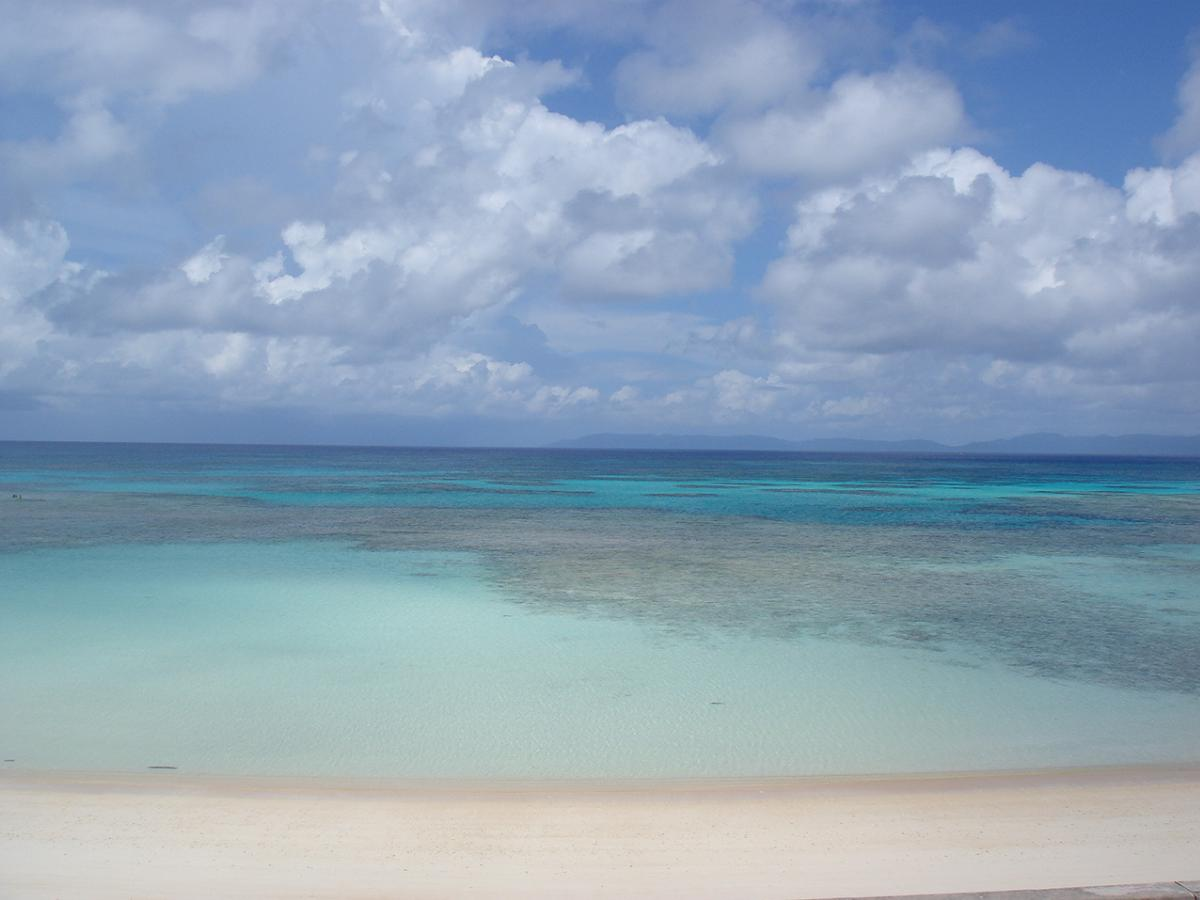
ニシ浜

## 波照間島を舞台とする作品
- 太陽の子 - 小説。灰谷健次郎作。1973年。
- Qシリーズ - 波照間島出身の凜田莉子を主人公とする小説シリーズ。
- 本日も晴れ。異状なし - 波照間島をモデルとした架空の島「那瑠美島」を舞台としたテレビドラマ。2009年。
- 火線上のハテルマ - 漫画。作者はせきやてつじ[64]。主要人物の波照間猛らの故郷である。小学館『週刊ビッグコミックスピリッツ』、2013年 - 2015年[65][66]
- 金田一少年の事件簿（怪盗紳士の殺人） - 漫画、テレビドラマ、アニメ。事件解決の鍵となる南十字星が描かれた絵画の場所、及び犯人の父親が被害者達から薬物中毒にされ、入院させた先の病院が所在する場所として登場。
- うしおととら - 漫画、アニメ。大妖である白面の者を封じる結界の場の1つとして登場。
- 南国トムソーヤ - 漫画。作者はうめ[67]。波照間島を主なモデルとした架空の島「波照那島」を舞台としており、御嶽やムシャーマなどの島の伝統が重要なテーマとして描かれている。
- ディスアポイントメント・ハテルマ - オーストラリアにあるディスアポイントレイクと、波照間島の位置関係をコンセプトに作られた、坂本龍一、土取利行のコラボレーションアルバム。1976年[68]。
- ハテルマ・ジャーニー―ハッピーロードをもう一度 - 小説。作者は城平海。古川書房、2007年、ISBN 978-4892363900。 [69]